# Kaub
Kaub (bis 1933 Caub geschrieben) ist eine Stadt am Rhein im Rhein-Lahn-Kreis in Rheinland-Pfalz. Sie gehört der Verbandsgemeinde Loreley an, die ihren Verwaltungssitz in St. Goarshausen hat. Kaub ist nach der Zahl seiner Bevölkerung mit etwa 860 Einwohnern die kleinste Stadt in Rheinland-Pfalz und vor allem bekannt durch die im Rhein gelegene Burg Pfalzgrafenstein. Die Stadt ist seit 2002 Teil des UNESCO-Welterbes Oberes Mittelrheintal.

## Geographie

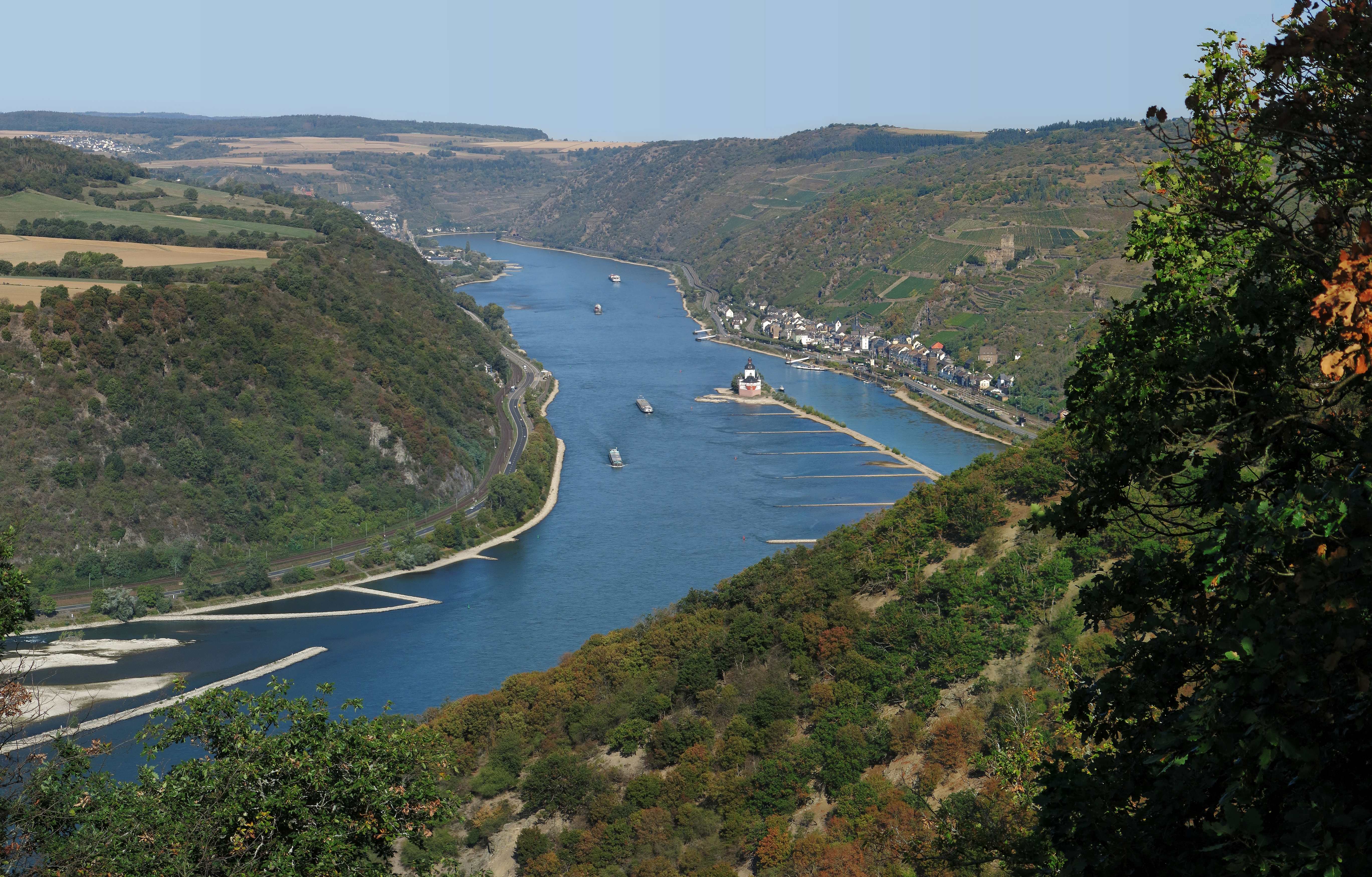
Lage Kaubs im Rheintal, Ansicht von Süden

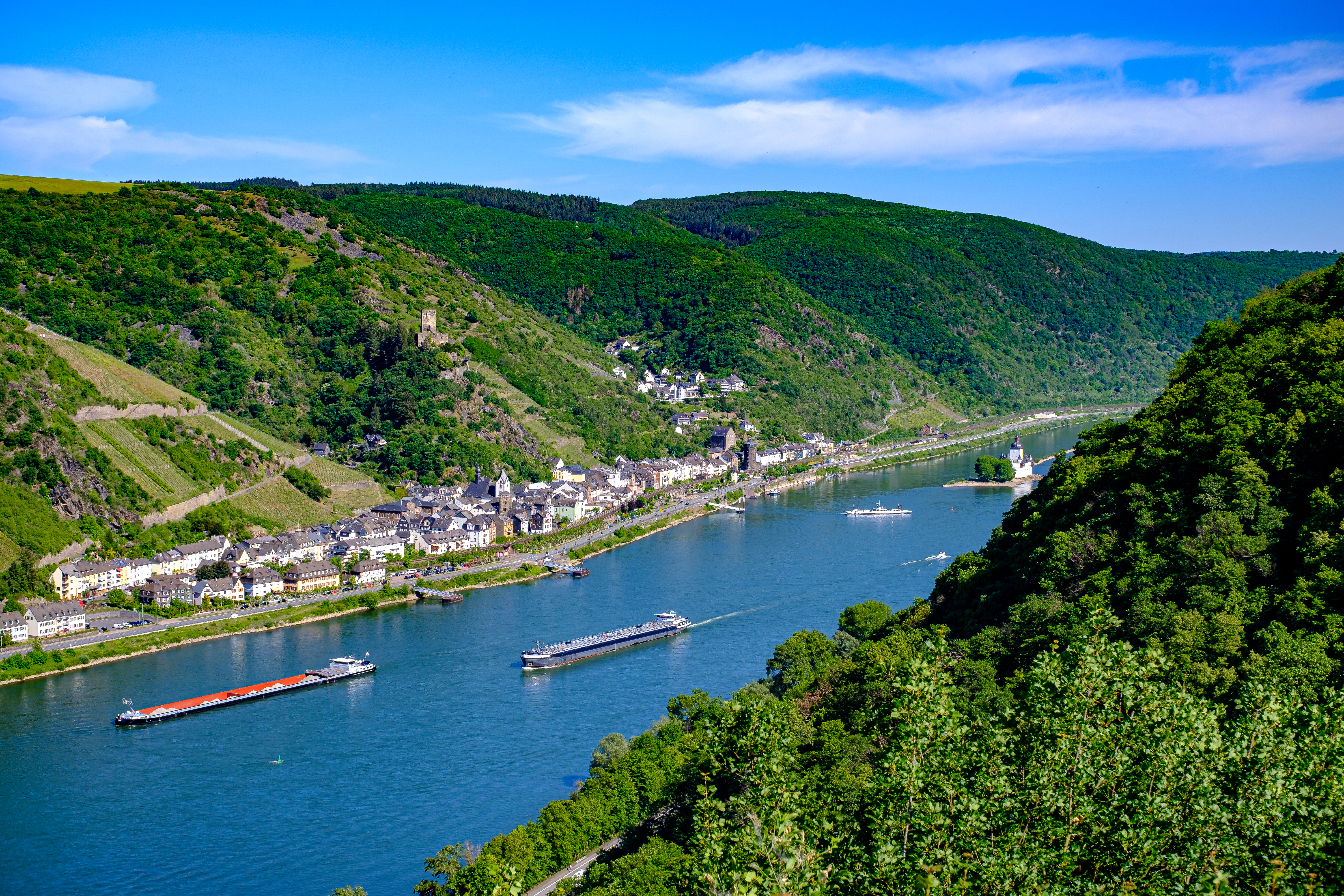
Kaub, Ansicht von Nordwesten

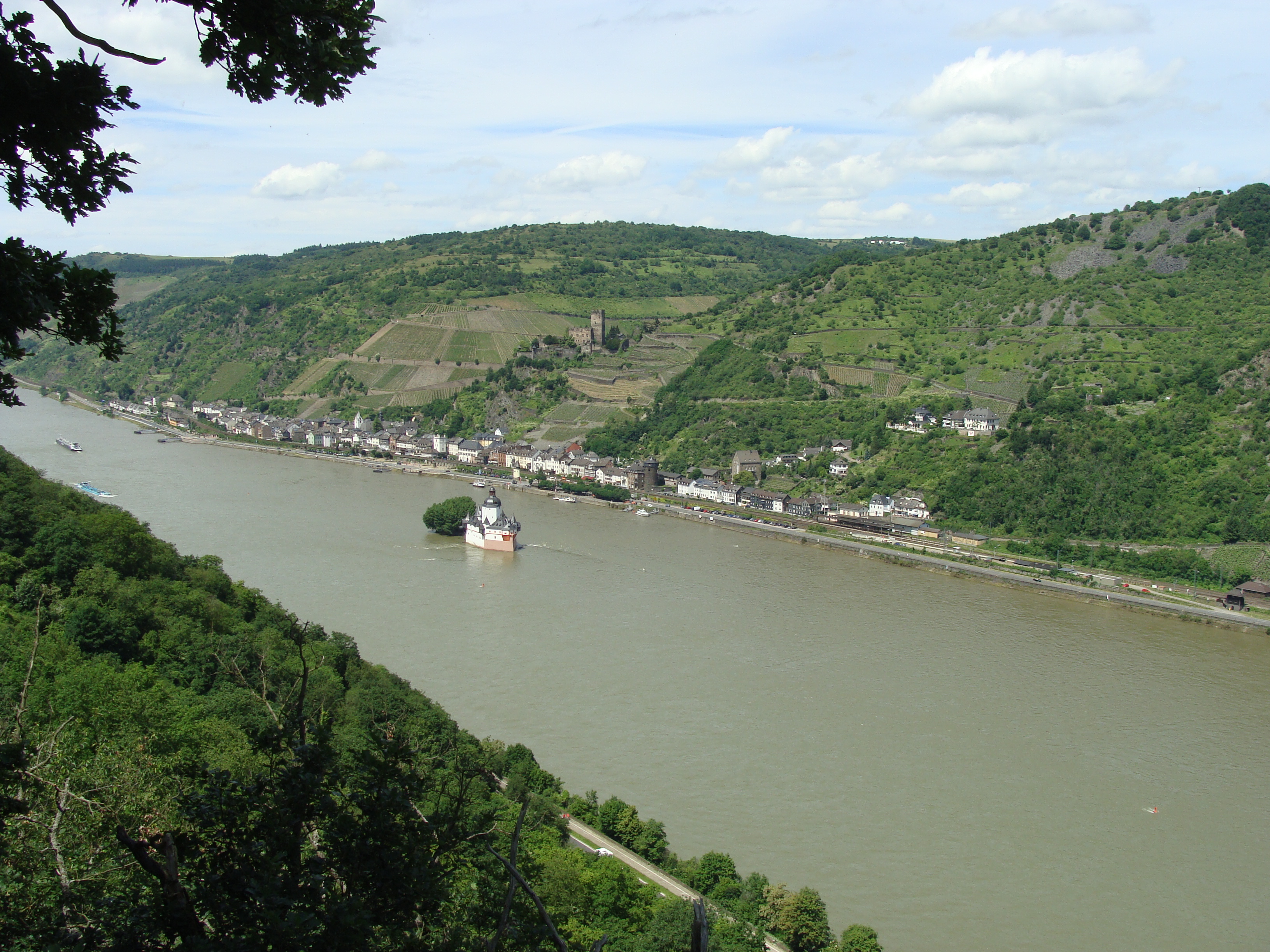
Kaub (Gesamtansicht von Südwesten)

### Geographische Lage
Kaub liegt am rechten Ufer des Rheins bei Stromkilometer 546 und damit genau in der Mitte zwischen Mainz (Stromkilometer 500) und Koblenz (Stromkilometer 592). Die Stadt liegt malerisch zwischen dem Rheinufer und den steil aufragenden Felsabhängen des Rheinischen Schiefergebirges, in die der Fluss sich eingeschnitten hat. Bei Kaub haben der Volkenbach und der Holzbach mit großem Gefälle zwei Täler in die den Rhein begleitenden Steilhänge geschnitten. Auf dem dazwischen gelegenen Bergrücken der Kauber Platte trägt ein Felssporn die Burg Gutenfels.
Im Rhein in Höhe des Volkenbachtals ist auf der kleinen Felseninsel die Burg Pfalzgrafenstein errichtet. Einen Kilometer oberhalb dieser Felseninsel und mit dieser durch ein Leitwerk verbunden, beginnt der Kauber Werth. Es liegt neben dem Wilden Gefähr, einer früheren Stromschnelle des Rheins. Wenige hundert Meter weiter stromaufwärts in Höhe des Bacharacher Werth endet das Niedertal am Rheinufer, kenntlich an zwei dort stehenden Wohngebäuden. Der steil ansteigende Talgrund des Niedertals war für Jahrhunderte die Grenze zwischen der Kurpfalz und dem Rheingau (Kurmainz). Nach dem Zweiten Weltkrieg war hier die Zonengrenze zwischen der Französischen Besatzungszone, zu der Kaub gehörte, und der Amerikanischen Besatzungszone. Zugleich wurde das Niedertal zur Landesgrenze zwischen Rheinland-Pfalz und Hessen. Stromabwärts gehört auch noch der Roßstein gegenüber von Oberwesel zu Kaub.
Zwischen dem Blüchertal, durch das der Holzbach (seit 1894 Blücherbach) fließt, und dem Niedertal erstreckt sich der Kauber Stadtwald zwischen Weisel und Sauerthal hindurch 5 Kilometer weit bis kurz vor die Ortslage von Ransel. In diesem Gebiet liegen mehrere aufgegebene Schiefergruben. Im Stadtwald liegt die höchste Erhebung in der Kauber Gemarkung mit einer Höhe von 424,8 m ü. NHN.

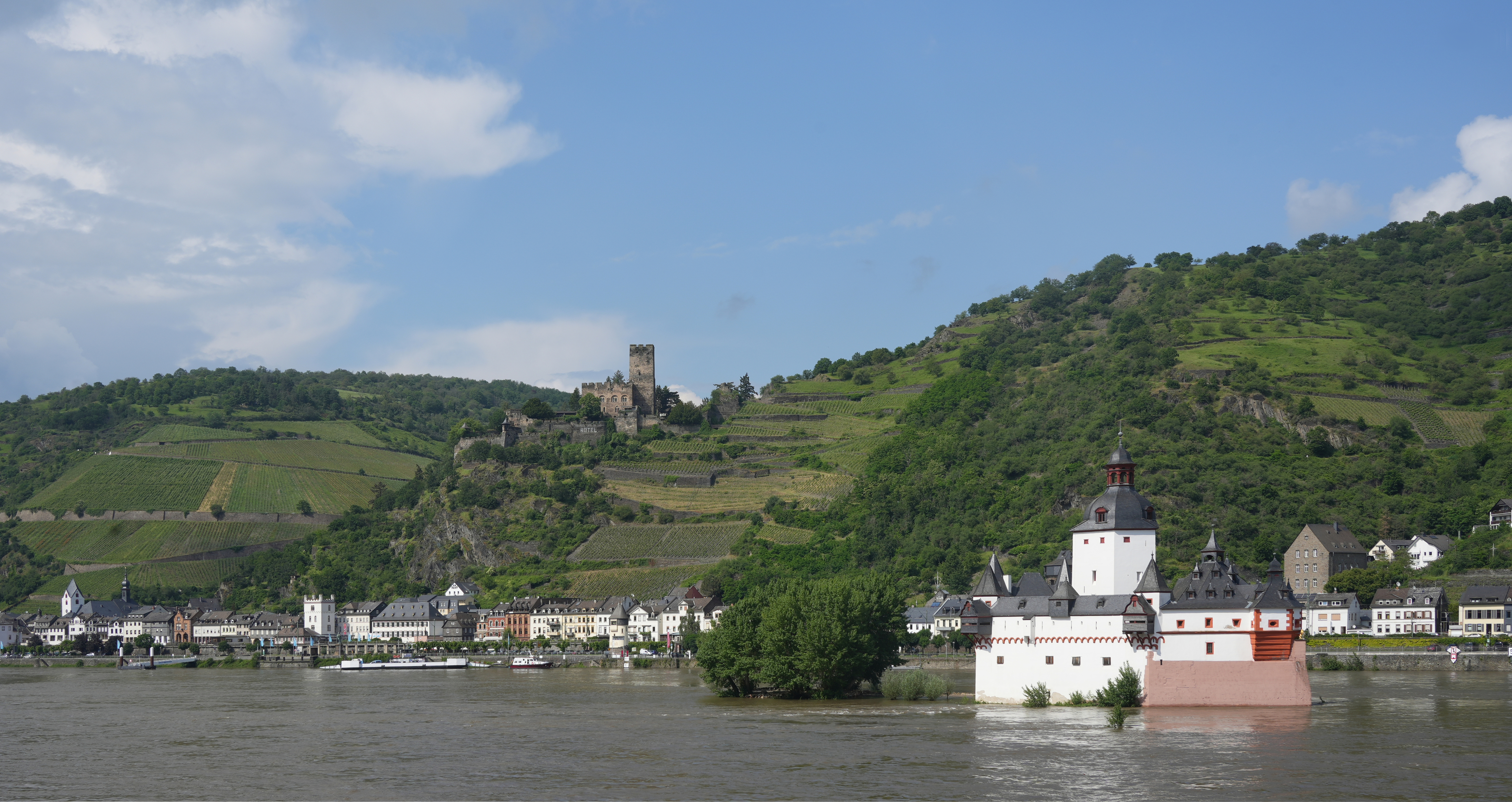
Kaub vom linken Rheinufer

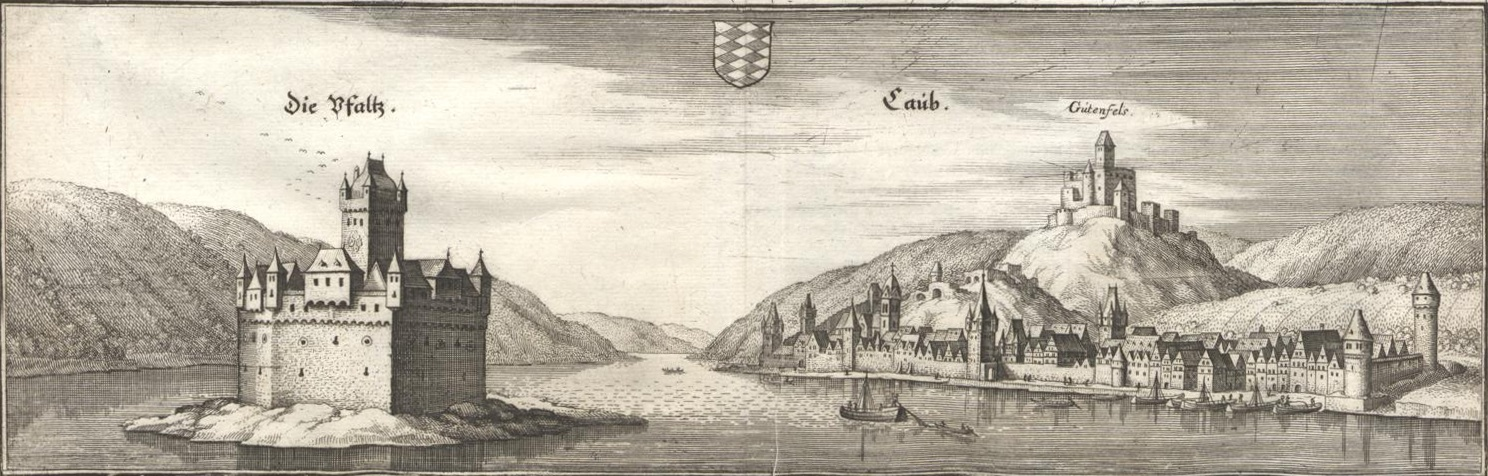
Kaub im 17. Jahrhundert (Matthäus Merian)

### Stadtgliederung
Zu Kaub gehören neben dem Stadtgebiet folgende Wohnplätze:
- Auf dem Hainbusch
- Burg Gutenfels
- Ernestineschacht im Volkenbachtal
- Kauber Platte
- Niedertal
- Rennseiterstollen
- Viktoriastollen (Teilweise)
- Wasserhaus

### Nachbargemeinden
Die Gemarkungsgrenze von Kaub liegt auf einer Länge von acht Kilometern in der Fahrrinne des Rheins. Am gegenüberliegenden Ufer grenzt Kaub im Süden an Bacharach und im Norden an Oberwesel. Am Rheinufer in Höhe des Urbachtals hat Kaub eine ganz kurze gemeinsame Grenze mit Sankt Goarshausen. Dann folgen im Norden als Nachbarorte die Höhengemeinden Dörscheid und Weisel. Im Osten gibt es eine gemeinsame Grenze mit dem Lorcher Stadtteil Ransel und mit Sauerthal. Abgeschlossen wird die Reihe der Nachbarorte im Süden mit dem Lorcher Stadtteil Lorchhausen.

## Geschichte

### Vor- und Frühgeschichte
Die Gemarkung wurde bereits in vorgeschichtlicher Zeit besiedelt. Bei Grabungsarbeiten am Dicken Turm wurden Scherben eines Tongefäßes gefunden, die der Latènezeit um 500 vor Christus zugerechnet werden. Ein römischer Einhenkelkrug, gefunden beim Bau eines Weinkellers im Bereich des Kauber Bahnhofs, wird auf die Zeit um 260 nach Christus datiert. Zur Zeit der Karolinger gehörte die Gemarkung zum Einrichgau.
Zur Herkunft des Ortsnamens liegen verschiedene Theorien vor. So könnte er sich vom keltischen „cabi“ (Häuschen) oder vom lateinischen „cubile“ (Lagerstätte, Schieferlager) oder „cupa“ (Weinfass, Kufe) herleiten. Die Legende führt den Namen auf den Mainzer Bischof Theonest zurück. Er soll von den arianischen Germanen im Jahr 406 gesteinigt, in ein durchlöchertes Weinfass (Kufe) gesteckt und dann in den Rhein gestoßen worden sein. Das Fass wurde bei Kaub an Land gespült. Als Dank für seine Rettung lehrte Theonest die Einwohner das Christentum und den Weinbau. In historischen Quellen wird der Ort teils mit C und vereinzelt auch mit K geschrieben. Für den Ortsnamen überlieferte mittelalterliche/frühneuzeitliche Schreibweisen sind unter anderem aber auch: Cuba (983,1315); Cuoba (1250); Cubio (1255); Kuben (1257) Kawbe (1433); Kub (1434); Cub (1490); Caube (1581).
Am 14. Juni 983 wird der Ort als „Cuba villula“ (Dörflein Kaub) erstmals in einer Schenkungsurkunde Kaiser Ottos II an Willigis (Veroneser Schenkung) als Grenzort außerhalb des Rheingaues erwähnt.

### Das mittelalterliche Kaub

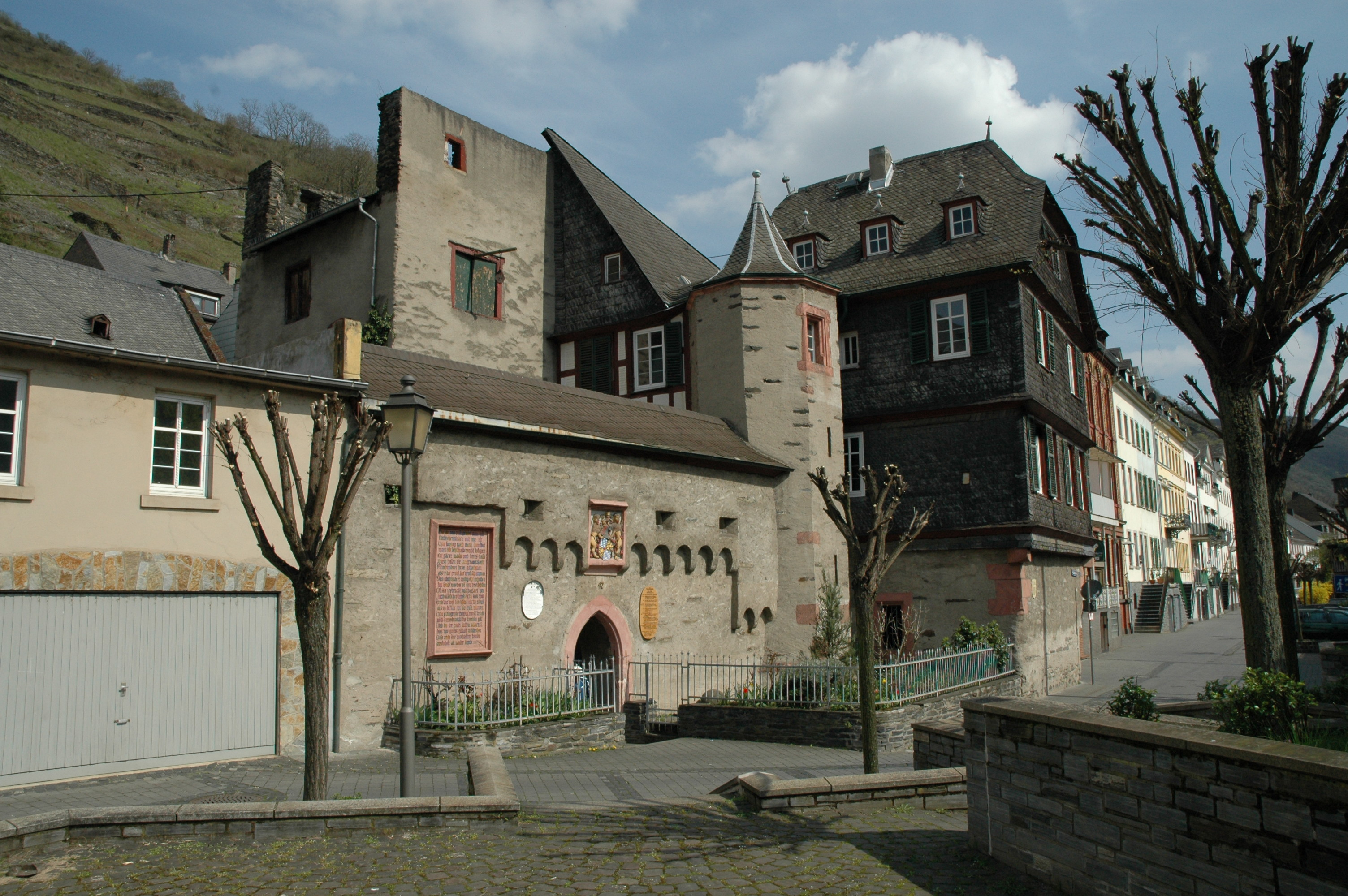
Ehemalige Zollschreiberei

Um 1220 wird die Burg Cuba (später Gutenfels) auf einem Felssporn über der Stadt erbaut. Seit 1241 werden erstmals Ritter oder Burgmannen in Kaub („in Kuben“) urkundlich genannt. 1252 wird Kaub von König Wilhelm von Holland mehrere Wochen erfolglos belagert.
Im Jahr 1257 gewährt Philipp I. von Falkenstein-Münzenberg dem Kloster Eberbach Zollfreiheit am Kauber Rheinzoll. Dieses ist die erste urkundliche Erwähnung der Zollstation. 1261 wird Burg Cuba („castrum meum cuben“) erstmals namentlich erwähnt. Bei einem Schiedsspruch in der Familie derer zu Falkenstein wird Kaub am 19. August 1275 erstmals als ummauerte Stadt bezeichnet.
1277 verkauft Philipp II. von Falkenstein-Münzenberg für 2100 Aachener Denare Burg Cuba und die darunter liegende befestigte Stadt mit allen Rechten, dem Kirchenpatronat zu Weisel und allen Zubehörungen, an den Pfalzgrafen Ludwig II. den Strengen. Im Jahr 1287 wird Graf Adolf von Nassau Burgmann des Pfalzgrafen in Kaub. Dieser soll am 5. Mai 1292 die Nachricht von seiner Wahl zum deutschen König auf Burg Kaub erhalten haben. Zwei Jahre später wird Graf Wilhelm I. von Katzenelnbogen in der Reihe der Kauber Burgmannen aufgenommen.
1315 wird erstmals eine Kirche in Kaub erwähnt. Sie war vorübergehend eine Filialkirche der Pfarrei Weisel. Von Ludwig dem Bayern erhält Kaub 1324 Stadtrechte wie sie die Stadt Boppard besitzt. Zu dieser Zeit wird die Stadtbefestigung um das vor der alten Stadtmauer liegende Markt- und Bäckerviertel herum erweitert. Im selben Jahr schenkt Ludwig der Bayer die Pfarrei Weisel an das Kloster Klarenthal bei Wiesbaden.
Nach dem Bau der Burg Pfalzgrafenstein (ab 1326/27) wurde Kaub neben Bacharach die bedeutendste Zollstelle der Pfalzgrafen. Die Durchführung der Zollerhebung oblag mit dem Zollschreiber, dem Beseher, dem Nachgänger und dem Nachschreiber mehreren Beamten. Die Zollerhebung zu Kaub wurde von Papst Johannes XXII. als Begründung des Kirchenbanns gegen König Ludwig den Bayern angeführt.

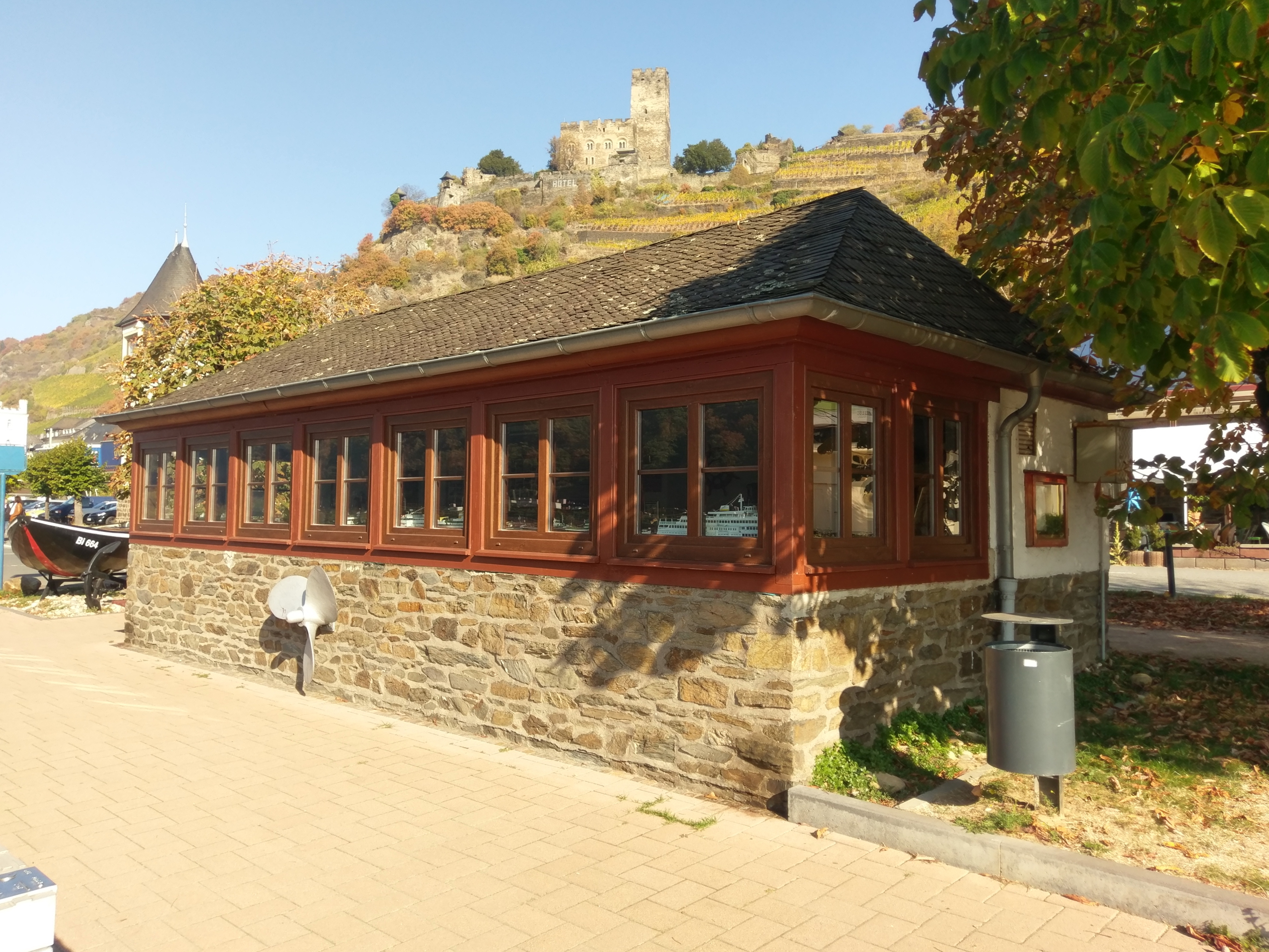
Ehemalige Lotsenstation, heute Sitz des Lotsenmuseums

Neben dem Zoll erhielt Kaub seine Bedeutung im Laufe der Zeit vor allem durch den Weinbau sowie bis zur Mitte der 1980er Jahre durch die Schifffahrt und den Lotsendienst. Die Kauber Lotsenstation war die größte am Rhein.
Vermutlich in den 1330er Jahren wurde die Stadt eine eigenständige Pfarrei. Eine Urkunde des Pfalzgrafen Rupprecht I. d. Ä. von 1353 belegt erstmals den Kauber Schieferbergbau. Schiefer war aufgrund seiner Verwitterungsbeständigkeit ein begehrter Baustoff. Zwischen 1368 und 1372 unterhalten die Pfalzgrafen eine Münze in der Stadt.
Das im Süden gelegene Zöllerviertel wurde 1485–1487 befestigt. Für 1477 ist erstmals eine Schule im Ort belegt.
Kaub war seit dem 15. Jahrhundert kurpfälzischer Amtssitz. Als Unteramt des Oberamtes Bacharach umfasste es neben Kaub noch die Dörfer Weisel, Ober- und Niederdörscheid, Sauerthal sowie den Hof Fronborn, Sauerburg, Burg Rheinberg, den Sachsenhäuser Hof (bei Prath) und das linksrheinische Holzfeld.
Die noch erhaltenen Rats- und Gerichtsprotokolle geben Aufschluss über die Stadtverfassung des 15. Jahrhunderts. An der Spitze der Stadt stand ein gewählter Schultheiß, der vom kurpfälzischen Amtmann bestätigt wurde. Der Schultheiß wurde durch einen juristisch ausgebildeten Stadtschreiber unterstützt. Der Stadtrat bestand aus sechs Mitgliedern (Schöffen). Weiterhin gab es den Rats- und den gemeinen Bürgermeister. Der Ratsbürgermeister wurde von den Schöffen gewählt. Ihm oblag die Führung der laufenden Amtsgeschäfte. Der gemeine Bürgermeister wurde von den Viertelsmeistern und den Schöffen gemeinsam gewählt. Ihm oblag eine Kontrollfunktion. Die Viertelsmeister waren Vertreter der Stadtviertel: Bächerviertel, Linderviertel, Städterviertel und Zöllerviertel. Die städtische Gerichtsbarkeit oblag dem Stadtgericht aus Schultheiß und Schöffen. Es hatte die „Hals- und Haupt-Gerichtsbarkeit“ und war auch für Eigentumsfragen zuständig. Das Gericht führte ein eigenes Siegel. Dieses zeigte einen segnenden Bischof über einer Quadermauer mit rundbogiger Toröffnung. Der Bischof wird fälschlicherweise als St. Theonest gedeutet. Der Stadtpatron von Kaub ist aber der heilige Nikolaus, wie auch die älteste Kauber Kirchenglocke „St. Nikolaus“ von 1379 bezeugt. Die mittelalterliche Stadtverfassung hatte bis 1803 Bestand.

### Die Belagerung von 1504

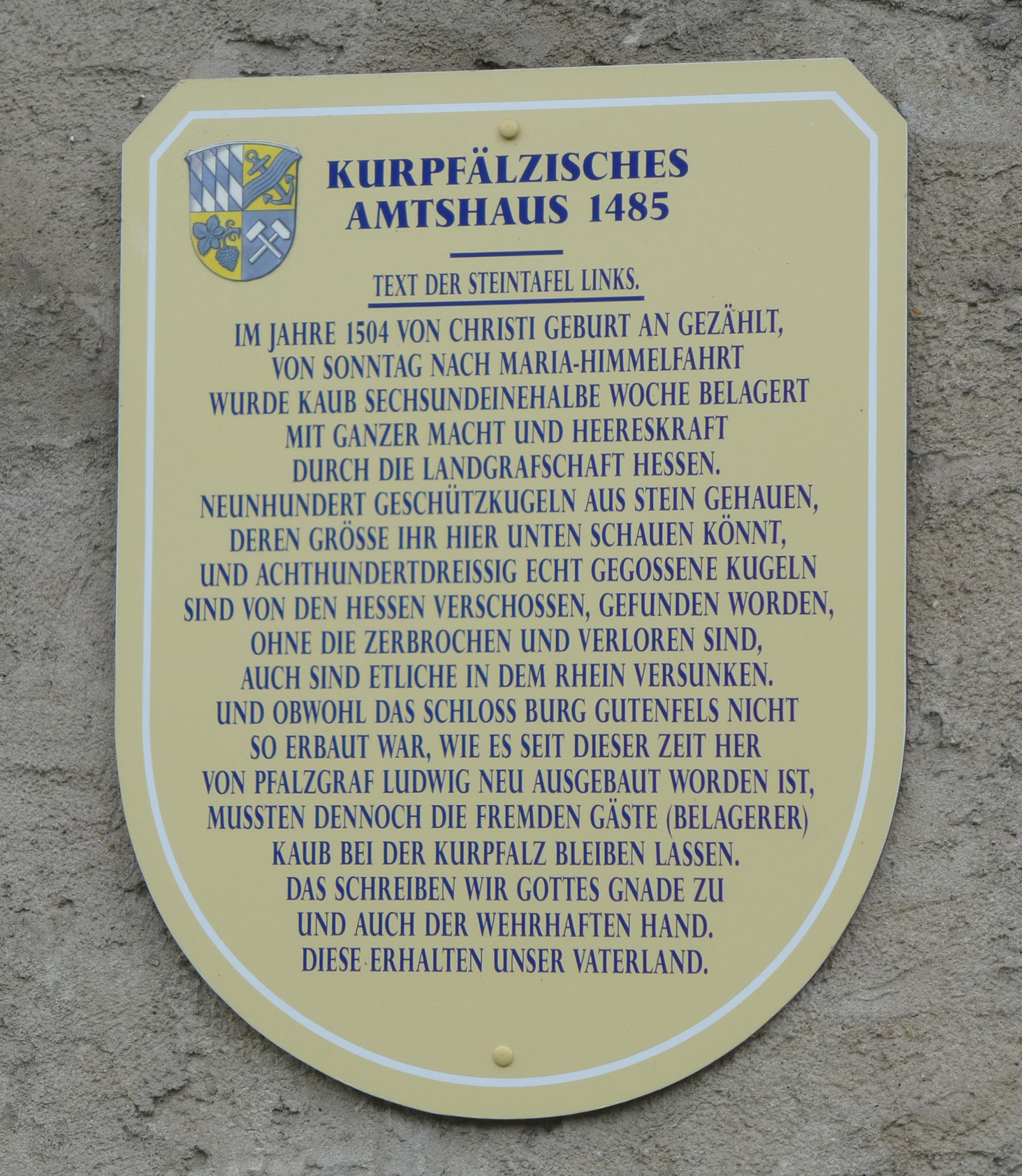
Über die Belagerung von 1504, Steintext auf Zollhaus

Infolge des Landshuter oder Bayerisch-pfälzischen Erbfolgekrieges kam es zu einer 5½-wöchigen Belagerung Kaubs. König Maximilian I. beauftragte 1504 den Landgrafen Wilhelm von Hessen mit der Vollziehung der Reichsacht gegen die Kurpfalz. Der Landgraf begann am 18. August mit der Belagerung von Stadt und Burg Kaub. Obwohl die Hessen Burg und Stadt intensiv unter Beschuss nahmen, gelang ihnen nicht deren Eroberung. Als Folge eines Unfalls mit Schießpulver brach ein Feuer in der Stadt aus, bei dem 11 Menschen starben und 20 Gebäude zerstört wurden. Am 7. September traf der junge Pfalzgraf Ruprecht mit seinen Truppen zur Verstärkung der Belagerten bei Kaub ein. Die Hessen zogen daraufhin unter erheblichen Verlusten an Menschen und Geschützen wieder ab. [Die oft zu lesende Behauptung, Burg Kaub sei wegen der tapferen Verteidigung erst nach 1504 in Burg Gutenfels umbenannt worden, ist falsch. Die Burg wurde schon vor ihrer Belagerung im „Reißbuch“ (Kriegsbuch) der Kurpfalz als „Guttnfels“ und „Gudenfels“ bezeichnet. Zu diesem Ehrennamen muss sie also schon früher gekommen sein.]
In diese Zeit gehört auch die Legende vom Elslein von Kaub, die Tochter des lokalen Geschützgießermeisters, die als Soldat verkleidet den kurpfälzischen Verstärkungstruppen den richtigen Weg in die Stadt gewiesen hat. Eine Gedenktafel am Amtshaus rekapituliert, dass Kaub trotz 900 verschossener Steinkugeln und 830 gusseiserner Kugeln am Ende kurpfälzisch blieb.

### Frühe Neuzeit

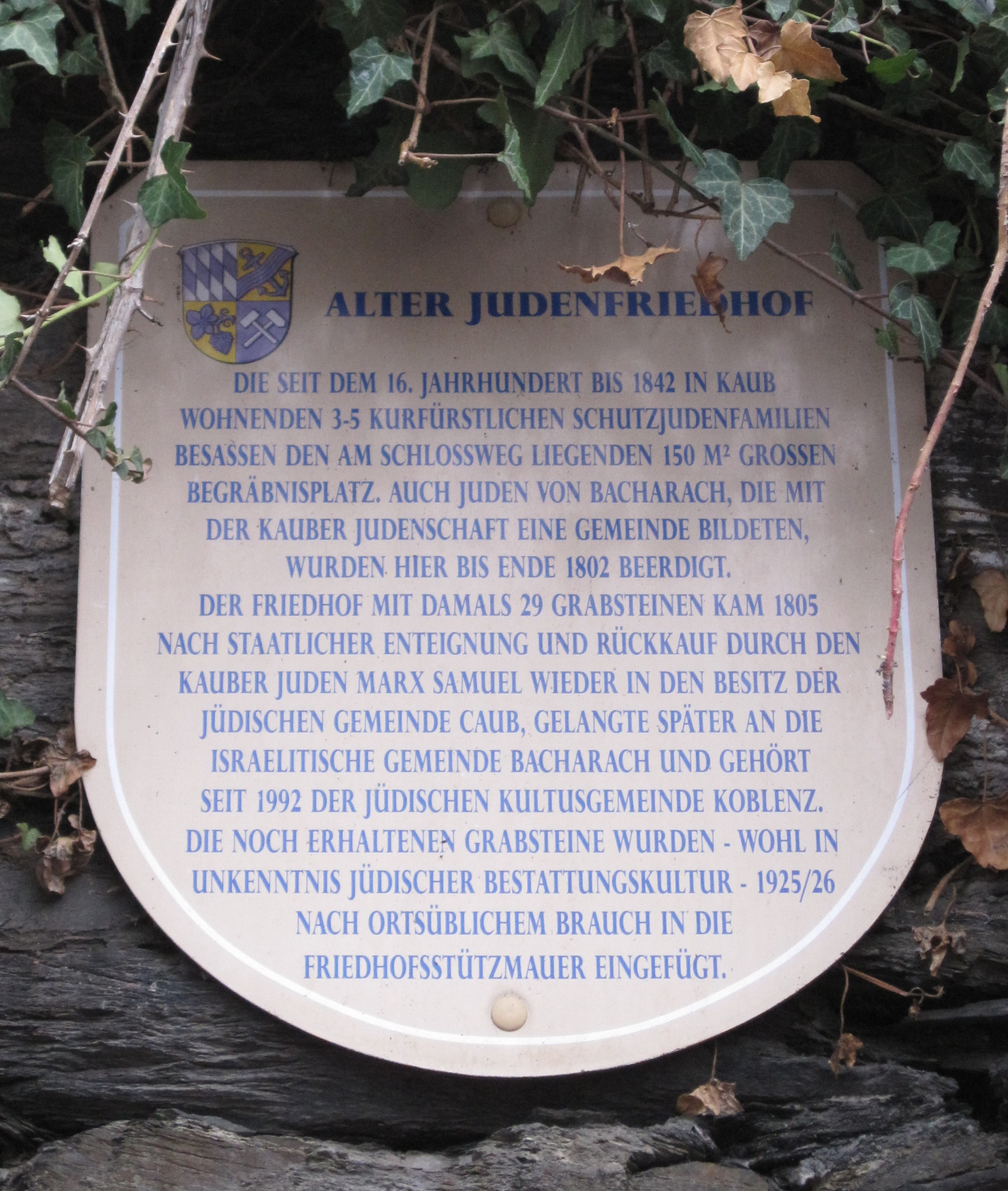
Gedenktafel für den alten jüdischen Friedhof am Schlossweg

Mitte des 16. Jahrhunderts setzte verstärkt die Reformation in der Kurpfalz ein. Die Einwohner von Kaub konvertierten zum neuen Glauben und das Kirchenwesen wurde umfassend umgestaltet. 1578 lebten in der Stadt 90 Bürger.
Während des Dreißigjährigen Krieges war Kaub als wichtige Zollstation der Rheinschifffahrt wiederholt Eroberungsziel der Kriegsparteien. Die Kurpfalz war Gründungsmitglied der Protestantischen Union.
Die Stadt wurde 1620 zunächst von katholischen spanischen Truppen erobert. Im Winter 1620/21 starben 57 Einwohner an der Pest. 1622 soll ein Dörscheider Pfarrer, der in Kaub vertretungsweise den evangelischen Gottesdienst gehalten habe, auf der Kanzel oder an der Kirchentür von einem spanischen Soldaten erschossen worden sein. Sichere Belege fehlen. Im Winter 1624/25 starben 22 Einwohner an der Pest. 1631 erstürmten schwedische und 1632 hessische Truppen die Stadt. 1635 besetzten kaiserliche Truppen den Ort, die verbliebenen Einwohner waren ins Umland geflüchtet. Durch ein außer Kontrolle geratenes Lagerfeuer brannten zahlreiche Häuser im Städterviertel ab. 1639/40 ist die Stadt wieder von schwedischen, 1645 von französischen und 1646 von kaiserlichen Soldaten besetzt. 1647 eroberten hessische Truppen den Ort, geben ihn jedoch nach dem Westfälischen Frieden an Kurpfalz zurück.
Die Wiederaufbauarbeiten ziehen sich über mehrere Jahre hin. Im Jahr 1663 wurde das Rathaus wiederhergestellt. Für 1684 ist die Wiederherstellung der Kirchenorgel belegt. Zwischen 1684 und etwa 1699 bestand sogar eine Lateinschule in der Stadt. Infolge des pfälzischen Kirchensimultaneums gründete sich 1686 eine katholische Pfarrgemeinde, die die Stadtkirche gemeinsam mit der evangelischen Gemeinde nutzte. Beide Gemeinden verfügten jedoch über selbstständige Schulen und Friedhöfe. Auch die jüdische Gemeinde besaß einen eigenen Friedhof am Schlossweg unterhalb von Burg Gutenfels.
Während des Pfälzischen Erbfolgekrieges rückten französische Truppen 1689 gegen Kaub vor, sahen jedoch nach Zahlung eines erheblichen Geldbeträges von einer Plünderung der Stadt ab.
Für das Jahr 1742 sind in Kaub 180 Bürger und 32 Witwen belegt. Viele Bürger waren im Weinbau tätig. Daneben bestanden 133 Gewerbetreibende. Die wichtigsten Gewerbezweige waren der Schieferbergbau und die Rheinschifffahrt. Der Schiefer des Kauber Schieferzuges hatte die beste Qualität im Oberen Mittelrheintal und war weltberühmt.
Bei einer Unwetterkatastrophe 1748 starben zwei Frauen durch die zu Tal schießenden Wassermassen des Holzbaches. Mehrere Häuser wurden schwer beschädigt. Trotz des Versuchs einer Bachregulierung kam es auch in den folgenden Jahren immer wieder zu schweren Wasserschäden.
Seit 1714 ist eine Poststation der von den Thurn und Taxis betriebenen Kaiserlichen Reichspost in Kaub nachweisbar.
Während des Ersten Koalitionskriegs überquerten im März 1793 bei Bacharach einige preußische Bataillone den Rhein mit Hilfe einer Pontonbrücke. Am 22. September 1795 gelang es der französischen Revolutionsarmee, die Burg Gutenfels zu erobern.
Nach dem Frieden von Lunéville kam Kaub von Kurpfalz-Bayern an das Fürstentum Nassau-Usingen. Die Stadt war Teil der Entschädigung, die Nassau-Usingen für seine linksrheinischen Verluste beanspruchte. Am 2. Dezember 1802 wurde in Kaub der offizielle Huldigungsakt durchgeführt. Durch den Reichsdeputationshauptschluss 1803 wurde die Besitzergreifung legitimiert. Die vereinten Häuser Nassau-Usingen und Nassau-Weilburg wurden 1806 als Lohn für den Rheinbund-Beitritt zum Herzogtum Nassau erhoben.

### Blüchers Rheinübergang 1814

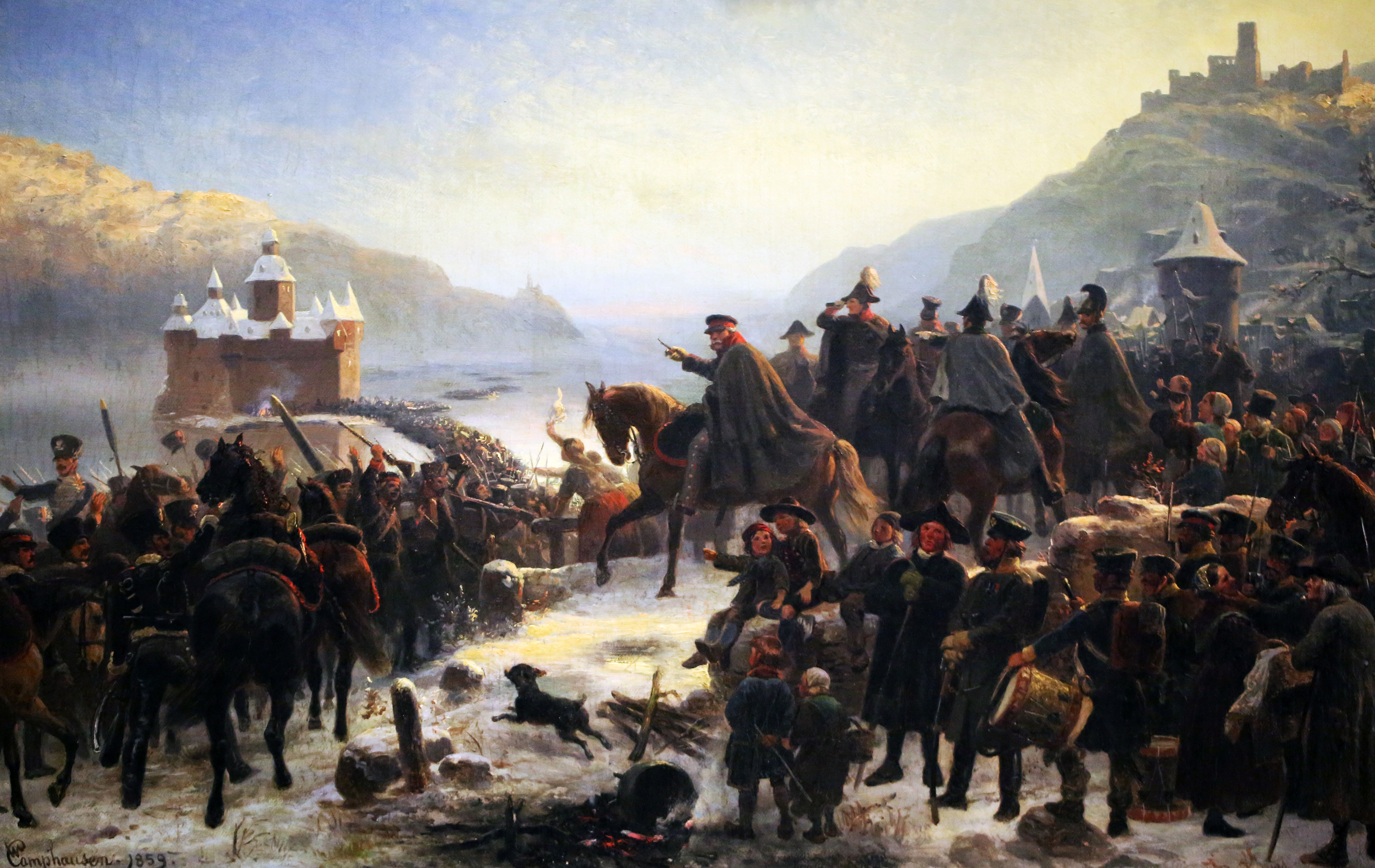
Blüchers Rheinübergang bei Kaub, Historienmalerei von Wilhelm Camphausen

Auf ihrem Marsch nach Frankreich nach der Völkerschlacht bei Leipzig in den Befreiungskriegen sammelte sich die Schlesische Armee unter dem Kommando von Feldmarschall Blücher im Dezember 1813 auf der rechten Rheinseite auf einer Breite von Mannheim bis Neuwied. Das Zentrum der Armee mit Blücher und den Korps Yorck und Langeron sammelte sich oberhalb von Kaub auf dem Taunus mit dem Plan, von Weisel durch das Holzbachtal und die Stadt zum Rhein vorzustoßen und diesen und damit die Grenze zu Frankreich zu überqueren. In der Neujahrsnacht 1813/14 setzten die Kauber Schiffer, verstärkt durch Schiffer aus St. Goarshausen, eine Vorhut und erste Truppen in Nachen über den Rhein, während russische Pontoniere eine Brücke aus Leinwandpontons bauten. Nach dem Brückenbau überquerte Blüchers Armee vom 2. bis 5. Januar den Rhein[5]. Das Holzbachtal ist seitdem als Blüchertal bekannt und die Straße, die von Weisel nach Kaub hineinführt, heißt Blücherstraße.
Zur selben Zeit wie Blücher überquerten das Korps Sacken den Rhein bei Mannheim und das Korps St. Priest zwischen Neuwied und der Lahnmündung (bei Lahnstein) mit Schwerpunkt Koblenz.

### Herzogtum Nassau

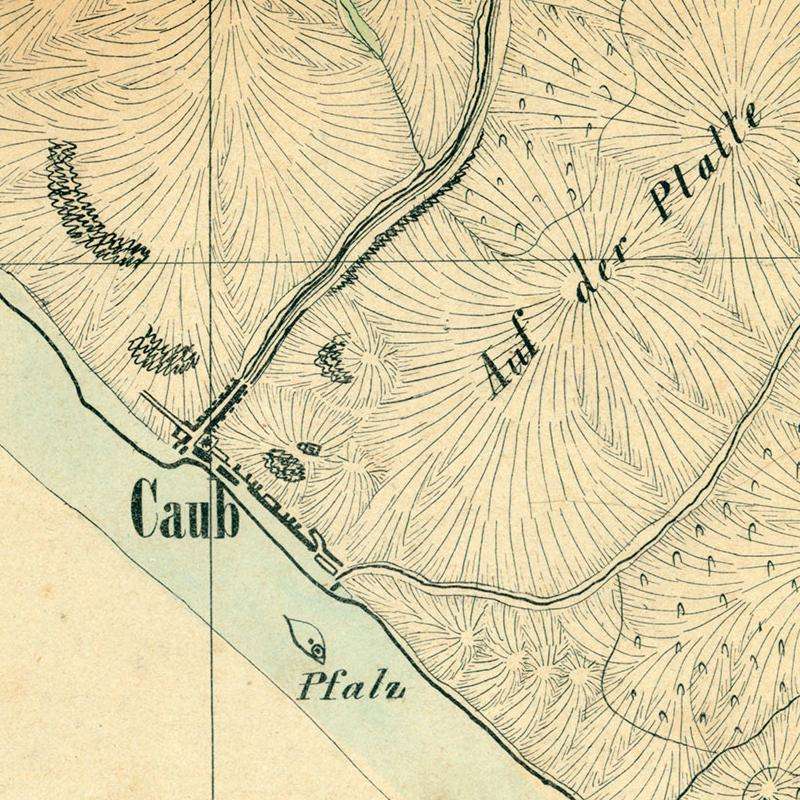
Ausschnitt der Topographischen Aufnahme der Rheinlande mit der Stadt Kaub (um 1819)

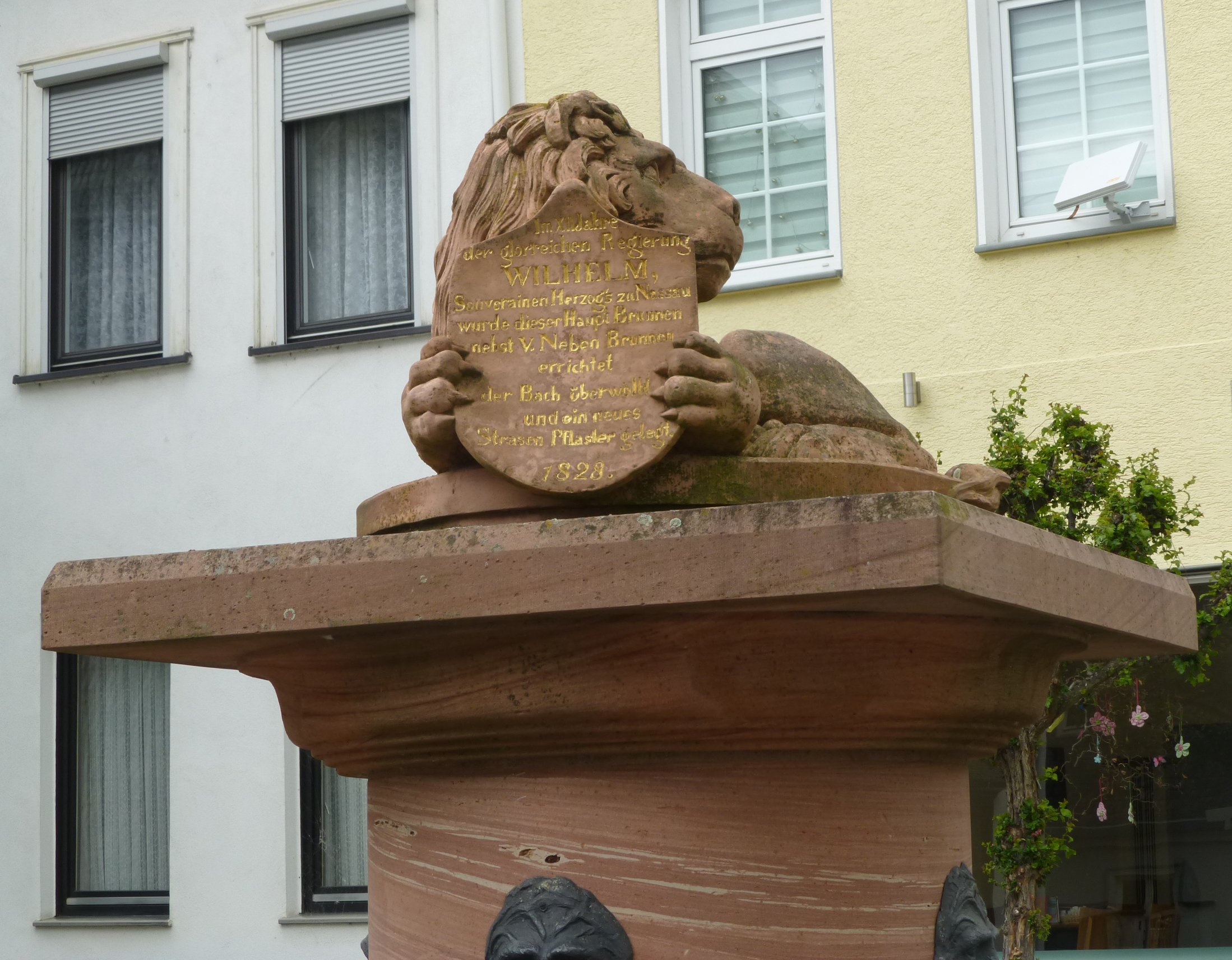
Marktbrunnen aus 1828

Zu Beginn des 19. Jahrhunderts standen in der Stadt 166 Wohnhäuser, drei Mühlen und einige Nebengebäude. Regelmäßig verursachten Hochwässer erhebliche Probleme im Ort. Die erste Hälfte des 19. Jahrhunderts war von besonders strengen Wintern gekennzeichnet, so war nach Aufzeichnungen zwischen 1822 und 1847 der Rhein fast jedes Jahr zugefroren (siehe Kleine Eiszeit).
Mit der Eingliederung der Stadt in das Herzogtum Nassau kam es zu weitreichenden Verwaltungsreformen. So wurde 1805 eine neue Gemeindeverfassung eingeführt. Es gab nur noch einen sechsköpfigen Stadtrat und einen jährlich zu wählenden Bürgermeister. Die Stadt Kaub wurde 1816 in das neu errichtete Amt St. Goarshausen eingegliedert und verlor damit den Status als Amtsstadt. Das Steuerrecht wurde grundlegend neu gestaltet. In Kaub wurde 1803 eine Amtsapotheke eingerichtet, der Marktbrunnen wurde ab 1810 über eine neue bleierne Rohrleitung mit Wasser versorgt und in der Simultanschule wurden ab 1817 Kinder aller Konfessionen gemeinsam unterrichtet. Am 3. November kam als erstes Dampfschiff auf dem Mittelrhein der niederländische „De Zeeuv“ (Der Seeländer) nach Kaub bis zum Sandweg unweit des Wilden Gefährts und kehrte wieder nach Holland zurück. Der Holzbach/Blücherbach wurde 1828/29 überwölbt und mit einer gepflasterten Straße überbaut.
Die Garnison in der Burg Gutenfels wurde 1804 aufgelöst. Die Burganlage und die Stadttürme wurden bis 1807 verkauft oder z. T. auf Abbruch versteigert. Erst der Kauf der Burgruine durch den Archivrat Friedrich Gustav Habel 1833 verhinderte deren völlige Zerstörung.
In der nassauischen Epoche kam es zu einer starken Ausweitung des Schieferbergbaus. Gab es 1823 noch 12 Gruben, so waren es 1828 bereits 62 Gruben. Die Jahresproduktion betrug etwa 13.500 Reiß Schiefergestein. Im Gründungsjahr der Gewerkschaft der Grube Wilhelm-Erbstollen 1837 wurden in Kaub in 131 Gruben über 24.000 Reiß Schiefer zumeist unter Tage abgebaut. Die denkmalgeschützte Anlage der ehemaligen Grube Wilhelm-Erbstollen gibt heute noch Zeugnis von der Bedeutung des Bergbaus für die Stadt. Der Hauptstollen der Grube Viktoria war namensgebend für den Kauber Ortsteil Viktoriastollen.
Eine Folge des Aufschwungs war die zunehmend engere Bebauung der Stadtfläche, wodurch sich Feuer sehr leicht ausbreiten konnte. So wurden bei einem Brand im Ort am 7. Oktober 1843 insgesamt 25 der 212 Gebäude der Stadt zerstört. Auf den Grundstücken der niedergebrannten Gebäude entstanden später der heutige Parkplatz und der Denkmalplatz vor den beiden Kirchen. Zwei Jahre später wurde der noch heute genutzte simultane Friedhof an der „Rauscheley“ eingerichtet. Auf Initiative von Friedrich Gustav Habel wurde 1846 eine Gewerbeschule in Kaub eröffnet. Im selben Jahr zerstörte ein Feuer 22 Gebäude, darunter die Apotheke mit der Synagoge im Hinterhaus. Bei einem weiteren Brand 1848 im Zöllerviertel wurden über 30 Gebäude zerstört und mehr als 60 Familien obdachlos.
Im Jahr 1860 wurde in Kaub die Kanalisation ausgebaut. Die Arbeiten verliefen zeitgleich mit den Bauarbeiten an der Nassauischen Staatseisenbahn (Rheintalbahn) von Rüdesheim bis nach Oberlahnstein. Diese wurde im Februar 1862 dem Verkehr übergeben. Im Jahr 1862 wurde eine private Handelsschule gegründet; sie musste wegen finanzieller Schwierigkeiten 1879 wieder schließen.

### Übergang an Preußen
Nach der Annexion des Herzogtums Nassau durch Preußen als Folge des verlorenen Preußisch-Österreichischen Krieges war Kaub von 1866 bis zum Ende des Zweiten Weltkrieges ein Teil Preußens. Kaub gehörte der Provinz Hessen-Nassau und dem Regierungsbezirk Wiesbaden an. Im Jahr 1866 wurde durch die preußische Kreis- und Provinzialordnung die nassauische Ämtereinteilung aufgehoben. Kaub gehörte anfänglich zum Rheingaukreis und ab 1886 zum neuerrichteten Kreis Sankt Goarshausen. Nach der preußischen Annexion wurde am 1. Januar 1867 der Rheinzoll endgültig aufgehoben, da beide Rheinufer nun zu Preußen gehörten.
In den Beginn der preußischen Zeit fällt der Neubau des Schul- und Rathauses von 1866 bis 1868 nach Plänen des Baurates Eduard Zais. Aus Kaub nahmen 71 Personen am Deutsch-Französischen Krieg 1870/71 teil.
In der Preußenzeit wurde der Stadtname wie auch bei anderen preußischen Städten nach einem Erlass des Innenministeriums mit C geschrieben. Erst im frühen 20. Jahrhundert änderte sich die Schreibweise. Auf Beschluss der Stadtverordneten-Versammlung vom 23. Juni 1933 wurde die Schreibweise des Namens der Stadt Caub ab 1. Januar 1934 in Kaub mit K geändert. Die Änderung der Schreibweise des Bahnhofs von Caub in Kaub trat schon am 15. Dezember 1933 in Kraft.

#### Bergsturz 1876

Historische Aufnahme nach dem Bergsturz von 1876

Schon vor dem Jahr 1876 waren an dem Steilhang oberhalb der Stadt Felsbewegungen festgestellt worden, die die Planung von Schutzmaßnahmen notwendig machten. Deren Kosten waren auf 150.000 Mark berechnet worden, und die Maßnahmen sollten auf mehrere Jahre verteilt umgesetzt werden.
Durch anhaltende Regenfälle in den ersten beiden Märzwochen 1876 führten im Deutschen Reich fast sämtliche Flüsse Hochwasser, auch der Rhein. Zudem hatte durch den anhaltenden Starkregen der steigende Wasserdruck im Berginneren an einer Stelle des unteren Berghanges, die man bisher von technischer Seite für fest und außerhalb der Bewegung stehend angesehen hatte, am 10. März 1876 das Geröll des Schiefergebirges auf einer Breite von 65 bis 85 Meter losgelöst. Dieses riss auf dem Weg nach unten die angelegten Schutzmauern mit fort und verschüttete am Fuß des Berges fünf Vorderhäuser in der Hochstraße und fünf Hinterhäuser in der Zollstraße. Dieser Bergsturz kostete 26 Menschen das Leben.
Zur dauerhaften Hangsicherung und zur Beseitigung der in Bewegung gewesenen Felsentrümmer und Schuttmassen wurden Gesamtkosten von 540.000 Mark veranschlagt.

#### Stadtgeschichte im Deutschen Kaiserreich (1871–1918)
Im Oktober desselben Jahres wurden durch ein Feuer fünf Gebäude im Ort zerstört. Von den nach dem Bergrutsch neu erbauten Häusern wurden drei bei einem weiteren Bergrutsch am 9. Februar 1879 zerstört.
Im Jahr 1888 wurde die Ruine Gutenfels wieder aufgebaut. Aufgrund eines Feuers im Zöllerviertel wurden 1893 insgesamt elf Gebäude zerstört. Im Jahr 1900 wurde eine Turnhalle eingeweiht. In dem Gebäude war auch der erste Kindergarten untergebracht. Ein Jahr später erreichte die Kauber Schule mit 454 Kindern den höchsten Schülerstand ihrer Geschichte.
Ein weiterer Ausbau der Wasserversorgung erfolgte 1904. Im selben Jahr wurde eine mit Acetylengas betriebene Straßenbeleuchtung installiert. Hierfür musste in Kaub ein Gaswerk erbaut werden. Im folgenden Jahr wurde der Kauber Pegelturm errichtet. Die Anlegestelle der Köln-Düsseldorfer wurde im Jahr 1909 eingerichtet. Ein Jahr später wurde die Stadt erneut von einem Brand heimgesucht. In der Metzgergasse brannten fünf der 232 Gebäude des Ortes nieder. Mit 233 Hektar verfügte Kaub über die größte Weinanbaufläche am Rhein.
Während des Ersten Weltkriegs fielen 59 Einwohner bei Kampfhandlungen, weitere 26 gelten als vermisst.

#### Freistaat Flaschenhals

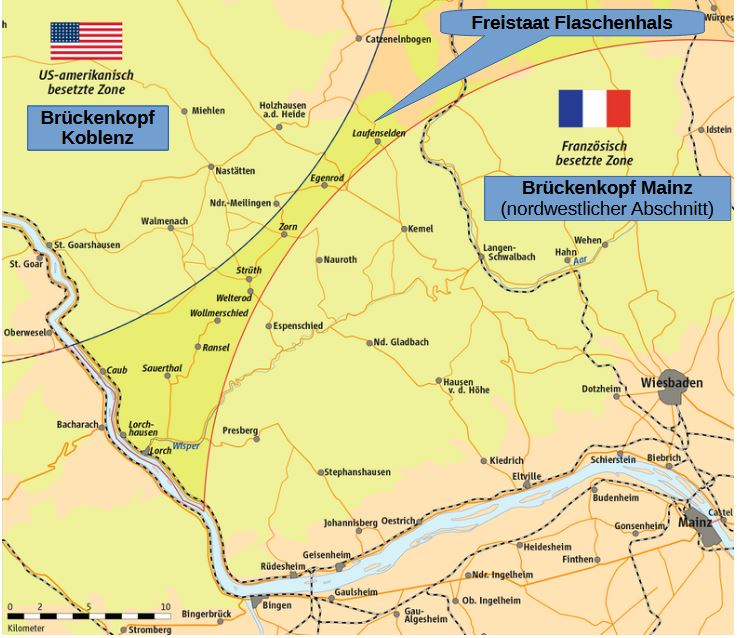
Der Flaschenhals zwischen den Brückenköpfen Koblenz und Mainz

Bei der alliierten Rheinlandbesetzung nach Ende des Ersten Weltkriegs wurden am rechten Rheinufer um Koblenz und Mainz zwei Brückenköpfe mit einem Radius von je 30 Kilometern gebildet:
- der Brückenkopf Koblenz und
- der Brückenkopf Mainz.

Zwischen diesen beiden besetzten Gebieten blieb rechtsrheinisch zwischen Kaub und Lorch landeinwärts Richtung Limburg ein schmales Gebiet unbesetzt, das wegen seiner Form als Flaschenhals bezeichnet wurde. Ein Teil dieses Gebietes, zu dem neben Kaub 10 weitere Gemeinden gehörten, musste sich von 1919 bis 1920 als Freistaat Flaschenhals selbst verwalten, da es von fast allen Verbindungen zum Gebiet der Weimarer Republik abgeschnitten war. In dieser Zeit wurde im Freistaat ein Notgeld ausgegeben, zu dessen Gestaltung auch auf Motive des in Kaub wohnenden Malers Erich Nikutowski zurückgegriffen wurde.:S. 33
Im Jahr 1920 erfolgte die Einführung der elektrischen Straßenbeleuchtung. Infolgedessen konnte das Gaskraftwerk abgerissen werden. Der frei gewordene Platz wurde später für das Schifferkinderheim verwendet.
Am 7. Mai 1920 kam es zu einer Verunglimpfung des Kauber Blücher-Denkmals durch französische Soldaten. Diese waren mit einem Schiff von Mainz nach Kaub gekommen und begaben sich sofort zum Denkmal. Dort hielt ein Offizier eine kurze Ansprache, bevor er und seine Begleiter gegen den Sockel des Denkmals urinierten.:S. 40 ff. Der Vorfall rief Empörung in der Bevölkerung hervor, zumal sich die Franzosen ja im unbesetzten Gebiet aufhielten, und fand in Form einer Zeichnung von Wilhelm Schulz auch Aufmerksamkeit im Simplicissimus.
Am 1. Juli 1920 konnten die übergeordneten Staats- und Gerichtsbehörden wieder die Verwaltung der Gemeinden im Flaschenhals übernehmen, und das Provisorium Freistaat Flaschenhals war Geschichte.
Länger andauernd war die französische Besatzung von Kaub und des gesamten Flaschenhalses in der Folge der Ruhrbesetzung. Am 25. Februar 1923 marschierten marokkanische Hilfstruppen der französischen Armee in das bislang unbesetzte Gebiet ein. Es kam zu Streiks und anderen Widerstandsakten gegen die Besatzer, bei denen sich die Kauber Eisenbahner „zumeist ebenso stur und kooperationsunwillig [zeigten] wie ihre Kollegen in den kommunalen Verwaltungen. Deshalb traf sie auch vielfach das gleiche Schicksal. Sie wurden ausgewiesen und ihre Dienstposten von französischem Eisenbahnpersonal übernommen.“ Zurückkehren und ihren Dienst wieder aufnehmen durften sie erst im September 1924.:S. 55 f. In Kaub wurden 24 Einwohner ausgewiesen, weil sie nicht mit der Besatzungsmacht kooperierten; sechs wurden inhaftiert und einer erschossen.
Im November 1924 endete die Besetzung des Flaschenhalses. Das Gebiet verblieb aber weiterhin in einer relativ isolierten Lage, weil der Brückenkopf Koblenz erst 1929 und der Brückenkopf Mainz erst 1930 von der Besatzungsmacht geräumt wurden.:S. 69

#### Weimarer Zeit und Zweiter Weltkrieg
Adolf Hitler und Paul von Hindenburg wurden 1933 zu Ehrenbürgern der Stadt erklärt. Diese Erklärung wurde nach der Zeit des Nationalsozialismus auf Beschluss des Stadtrates wieder zurückgenommen.
Im Zweiten Weltkrieg wurde die Gemarkung der Stadt mehrfach von Bomben der Alliierten getroffen. Hierbei wurde die Pfalz beschädigt. Bei einem Angriff auf einen Personenzug kam es 1944 zu mehreren Toten. Am 26. März 1945 rückten um 14 Uhr amerikanische Panzer in Kaub ein. Damit war der Krieg für Kaub beendet.

### Nach dem Zweiten Weltkrieg

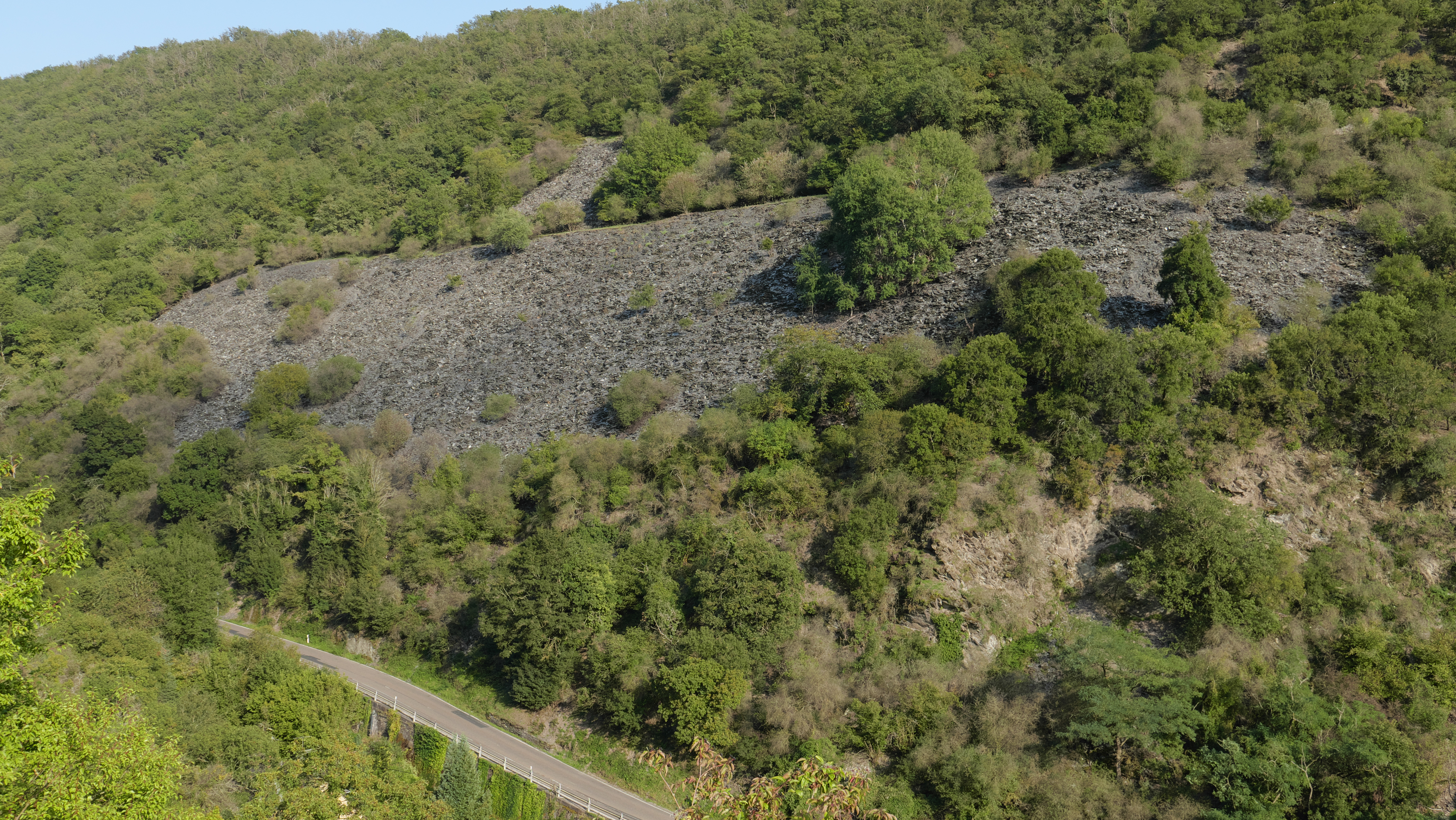
Abraumhalde bei Kalb vom 1972 eingestellten Schieferbergbau nach 52 Jahren im Jahr 2024.

Kaub wurde der französischen Besatzungszone zugeschlagen und kam dadurch 1946 zum neugebildeten Land Rheinland-Pfalz.
Im Jahr 1965 wurde ein neues Freibad mit dem Namen „Elsleinbad“ in Kaub fertiggestellt.
1969 kam Kaub zum neugeschaffenen Rhein-Lahn-Kreis. Durch die Kommunalreform von 1972 wurde Kaub Teil der Verbandsgemeinde Loreley.
Die 1970er Jahre waren in Kaub durch einen Niedergang traditioneller Gewerbezweige gekennzeichnet. Durch den Ausbau des Rheins wurde der Lotsendienst zunehmend entbehrlich. Die Anbaufläche für Wein sank auf 71 Hektar. Die letzten Schiefergruben stellten 1972 ihren Betrieb ein. In den folgenden Jahren kam es zu einem erheblichen Bevölkerungsrückgang.

### Einwohnerentwicklung
- 1578: 90 Bürger
- 1654: 198 Einwohner
- 1814: 1228 Einwohner
- 1843: 1501 Einwohner
- 1885: 2169 Einwohner
- 1905: 2028 Einwohner
- 1939: 2357 Einwohner
- 1952: 2554 Einwohner
- 1982: 1323 Einwohner
- 2006: 996 Einwohner
- 2011: 840 Einwohner

Weitere Daten:
| Kaub: Einwohnerzahlen von 2012 bis 2024 | Kaub: Einwohnerzahlen von 2012 bis 2024 | Kaub: Einwohnerzahlen von 2012 bis 2024 | Kaub: Einwohnerzahlen von 2012 bis 2024 | Kaub: Einwohnerzahlen von 2012 bis 2024 |
| --------------------------------------- | --------------------------------------- | --------------------------------------- | --------------------------------------- | --------------------------------------- |
| Jahr                                    |                                         |                                         |                                         | Einwohner                               |
| 2012                                    | 2012                                    |                                         | 847                                     | 847                                     |
| 2015                                    | 2015                                    |                                         | 865                                     | 865                                     |
| 2020                                    | 2020                                    |                                         | 850                                     | 850                                     |
| 2024                                    | 2024                                    |                                         | 788                                     | 788                                     |
| Quelle(n): statistik.rlp.de             |                                         |                                         |                                         |                                         |

## Politik
Der Ort gehört bei Wahlen zum Deutschen Bundestag zum Bundestagswahlkreis Koblenz (Wahlkreis 201). Bei Wahlen zum Landtag Rheinland-Pfalz gehört er zum Wahlkreis Koblenz/Lahnstein (Wahlkreis 8). Kaub gehört der am 1. Juli 2012 geschaffenen Verbandsgemeinde Loreley an.

### Stadtrat
Der Stadtrat in Kaub besteht aus zwölf Ratsmitgliedern, die bei der Kommunalwahl am 9. Juni 2024 in einer personalisierten Verhältniswahl gewählt wurden, und dem ehrenamtlichen Stadtbürgermeister als Vorsitzendem. Bis 2009 gehörten dem Stadtrat 16 Mitglieder an.
Die Sitzverteilung im Stadtrat:
| Wahl | SPD | CDU | Freie a | FWG b | KBL c | WGR | Gesamt   |
| ---- | --- | --- | ------- | ----- | ----- | --- | -------- |
| 2024 | 9   | –   | 3       | –     | –     | –   | 12 Sitze |
| 2019 | 4   | 3   | 5       | –     | –     | –   | 12 Sitze |
| 2014 | 4   | 3   | 5       | –     | –     | –   | 12 Sitze |
| 2009 | 3   | 2   | –       | 3     | 4     | –   | 12 Sitze |
| 2004 | 5   | 3   | –       | 7     | –     | 1   | 16 Sitze |

### Bürgermeister
Bernd Vogt (Einzelbewerber / SPD) wurde am 30. Juli 2024 Stadtbürgermeister von Kaub. Bei der Direktwahl am 9. Juni 2024 war er bei einer Wahlbeteiligung von 67,0 % mit 90,2 % der Stimmen ohne Gegenkandidat gewählt worden.
Vogts Vorgänger Martin Buschfort (Die Freien) kandidierte bei der Wahl 2024 nicht erneut als Stadtbürgermeister. Bei der Direktwahl am 26. Mai 2019 wurde er mit einem Stimmenanteil von 59,96 % gewählt und damit Nachfolger von Karl-Heinz Lachmann (SPD), der nach 10 Jahren im Amt nicht erneut angetreten war. Die erste Wahl von Karl-Heinz Lachmann zum Stadtbürgermeister im Jahr 2009 erfolgte auf ungewöhnliche Weise. In einer Stichwahl am 21. Juni 2009 gegen den seit 1989 amtierenden Amtsinhaber Heribert Werr (KBL) erhielten beide je 309 Stimmen. Diese angesichts der hohen Zahl der ausgezählten Stimmen seltene Patt-Situation und der dadurch erforderliche und am Tag nach der Wahl herbeigeführte Losentscheid erregte eine breite Aufmerksamkeit in den Medien.

### Wappen

Stadtwappen seit 1956

Das heutige Stadtwappen wurde der Stadt am 12. Mai 1956 verliehen. Es handelt sich um einen gevierten Schild. Das heraldisch rechte Oberfeld ist weiß-blau geweckt wie die bayerischen Rauten im Stammwappen der Wittelsbacher, die ab 1214 Pfalzgrafen bei Rhein und bis 1777 Herrscher über die Kurpfalz waren, der Kaub über fünf Jahrhunderte zugehörte. Burg Pfalzgrafenstein, genannt die Pfalz bei Kaub, geht auf Ludwig den Bayern zurück, der 1327 den noch heute erhaltenen fünfeckigen Turm auf der Insel errichten ließ, um Rheinzoll einzustreichen, und auch römisch-deutscher König und ab 1328 Kaiser des Heiligen Römischen Reiches war. Die übrigen drei Felder im Wappenschild wurden mit passenden Symbolen zu den in Kaub traditionell vertretenen Berufen belegt. Dabei stehen Anker und Fluss für die Rheinschifffahrt und das Lotsenwesen, Rebe mit Traube für den Weinbau sowie Schlägel und Eisen für den Schieferbergbau.

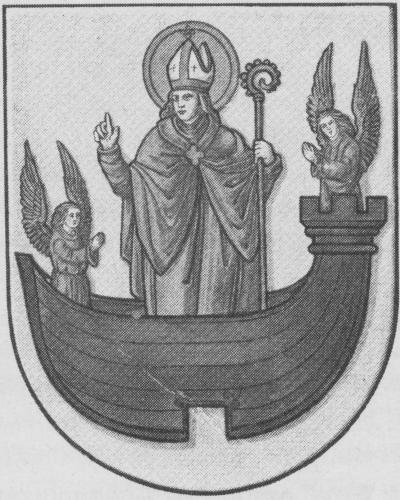
Stadtwappen 1907 bis 1956

Das vorhergehende Wappen der Stadt Kaub verwies auf die Theonest-Legende. Seine Blasonierung lautete: „In Blau ein Bischof im goldenen Gewand, mit silberner Mitra und goldenem Nimbus, mit segnend erhobener Rechten und dem silbernen Stab in der Linken, wachsend aus einem durchlöcherten Schiff, beiderseits von 2 goldenen Engeln, deren eines rechts neben ihm, das andere auf dem zinnenbekrönten Rudersteven steht.“ Das Wappen wurde seit 1907 geführt und 1934 offiziell genehmigt. Es ging auf das von 1390 bis 1761 verwendete Gerichtssiegel zurück. Andere erhaltene Siegel bzw. Stadtwappen zeigen ebenfalls als Theonest oder Nikolaus gedeutete Bischofsfiguren.

## Religion

### Konfessionsstatistik
Mit Stand Februar 2013 waren von den Einwohnern 30,6 % römisch-katholisch, 50,2 % evangelisch und 19,2 % waren konfessionslos oder gehörten einer anderen Glaubensgemeinschaft an. Der Anteil der evangelischen und katholischen Kirchenmitlieder an der Gesamtbevölkerung ist seitdem gesunken. Ende Mai 2025 hatten 26,1 % der Einwohner die katholische Konfession und 32,8 % die evangelische. 41,1 % gehörten anderen Konfessionen oder Glaubensgemeinschaften an, waren ohne Angabe oder gemeinschaftslos.
Im Februar 2018 haben sich die zehn ehemals selbständigen Pfarreien zu der der neu gegründeten römisch-katholischen Pfarrei „Heilige Elisabeth von Schönau“ mit Sitz in Kamp-Bornhofen zusammengeschlossen.

## Kultur und Sehenswürdigkeiten

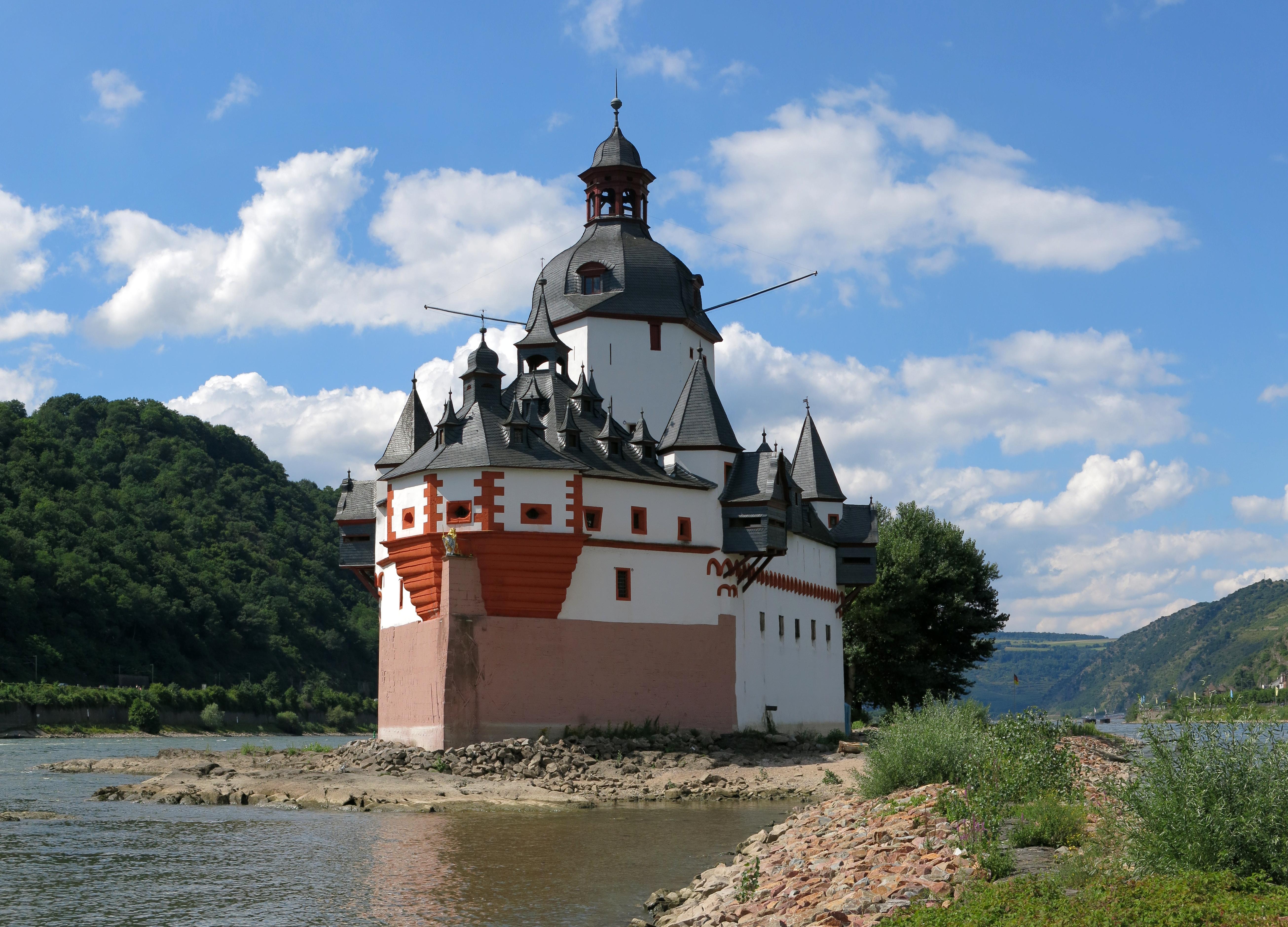
Burg Pfalzgrafenstein – auf der gegen Eisgang verstärkten Spitze hält ein goldener Löwe Schwert und Wappenschild

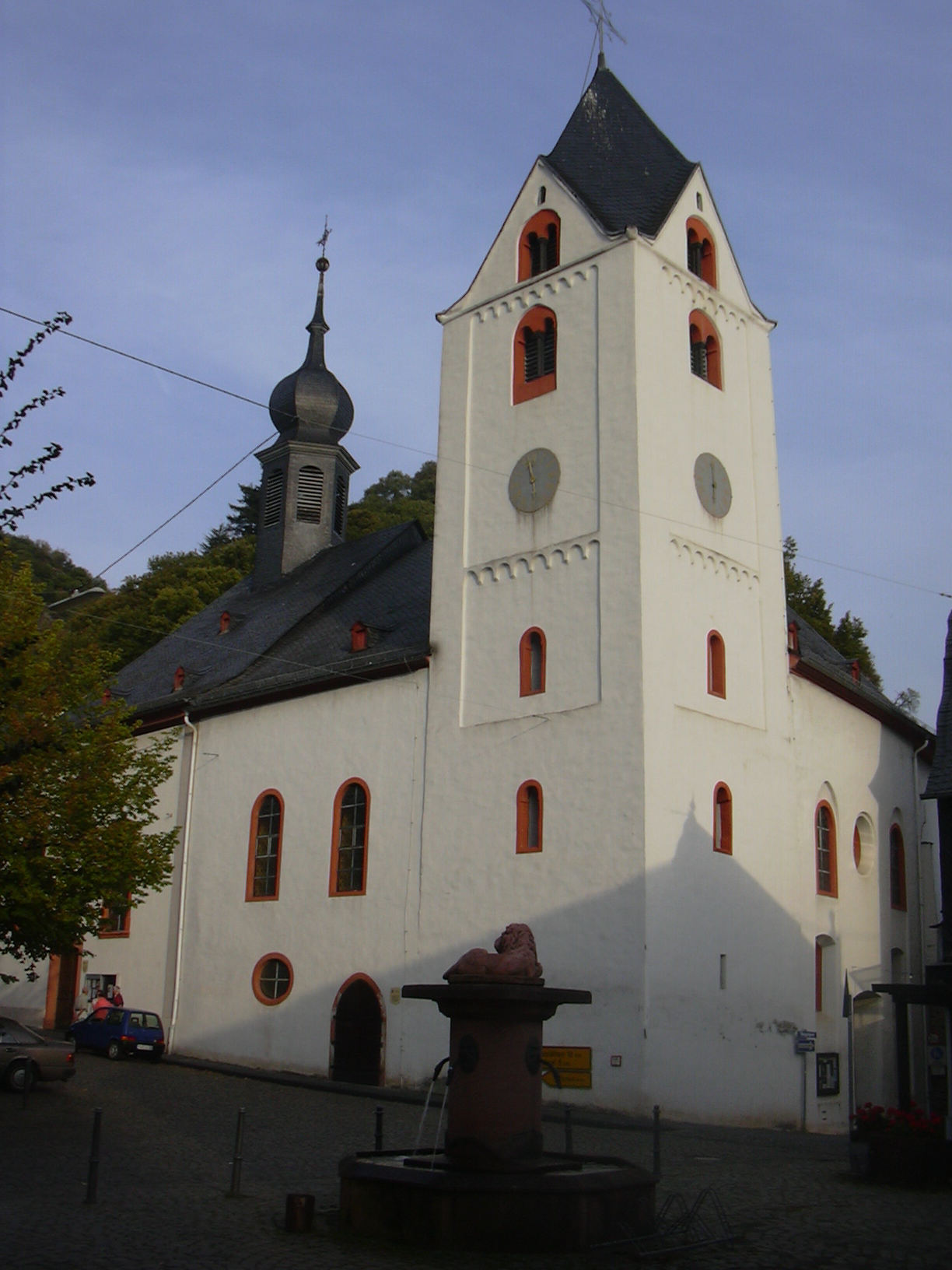
Pfälzische Doppelkirche: rechts evangelische Pfarrkirche St. Trinitatis, links (mit Dachreiter) katholische Pfarrkirche St. Nikolaus

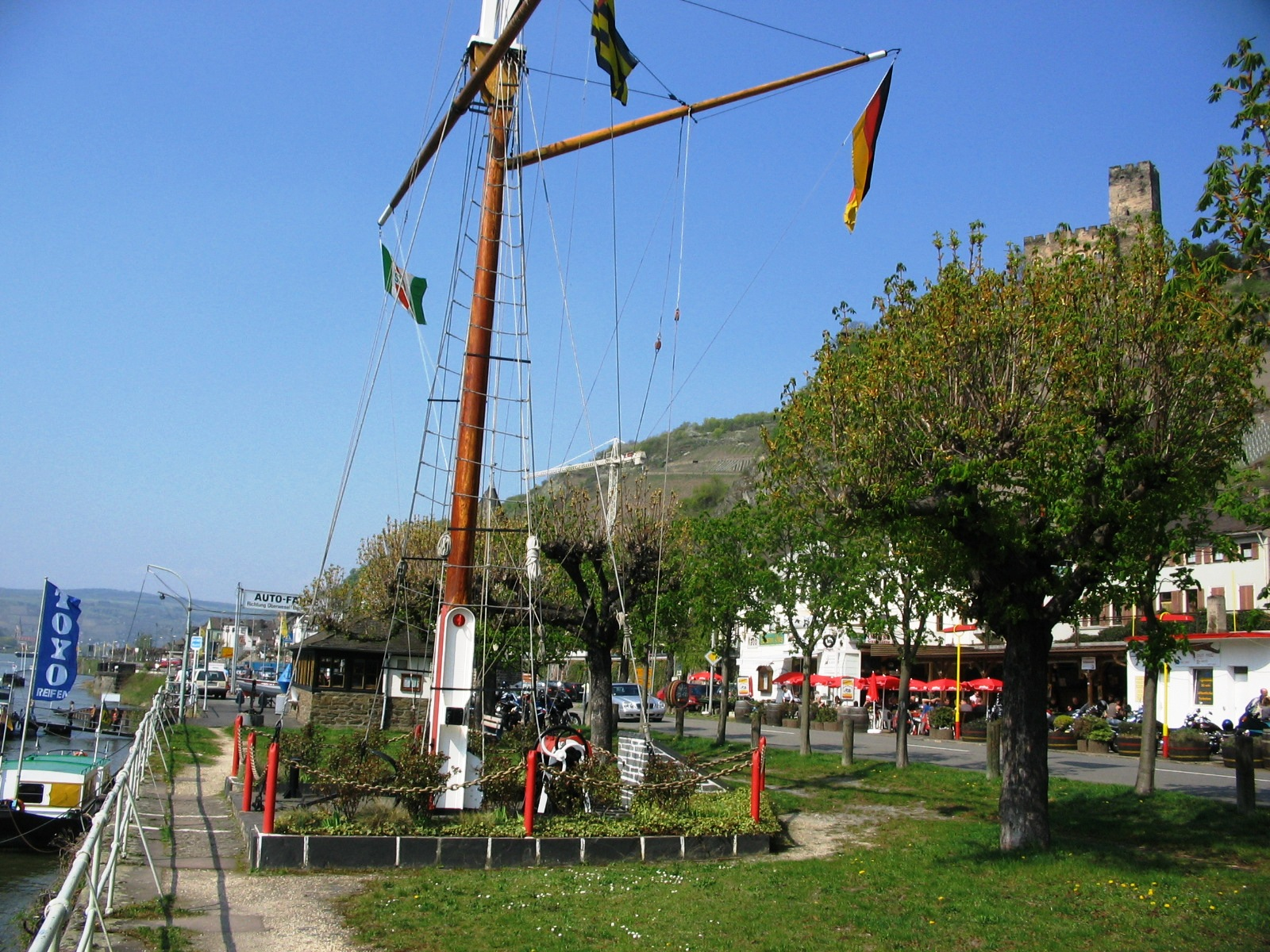
Kauber Schiffermast mit der Inschrift: Gute Fahrt in Gottes Namen. Zum Gedächtnis an alle Vereinskameraden, die in treuer Pflichterfüllung ihr Leben gaben. Schifferverein Kaub 1887. 6. Januar 1962

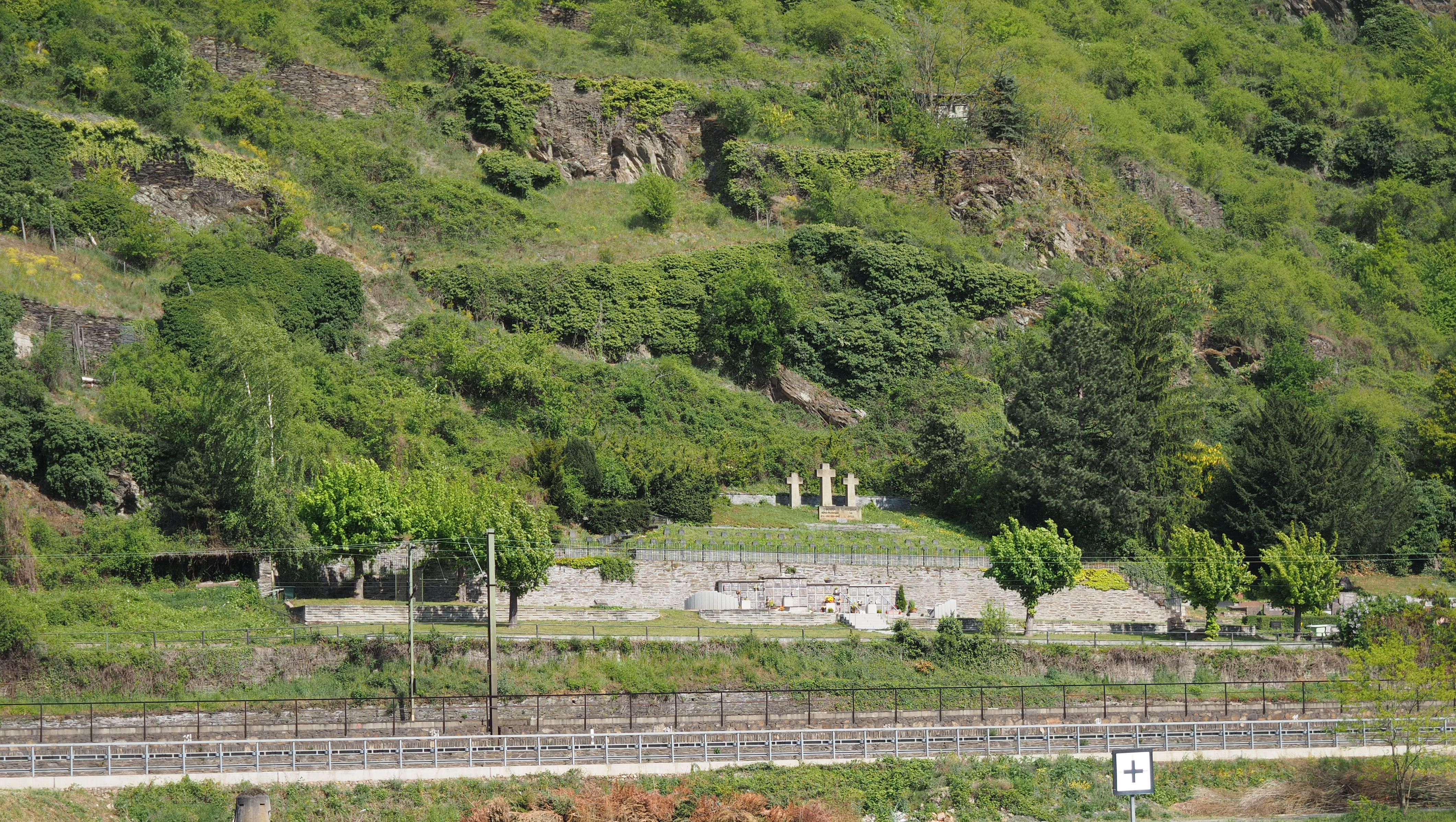
Kriegsgräberstätte Kaub

- Die Burg Pfalzgrafenstein liegt auf einer Insel im Rhein. Die Insel der Pfalz hat selbst keinen besonderen Namen, wird aber in der Literatur öfters noch als Falkenau bezeichnet, was schon seit 1878 wissenschaftlich widerlegt ist. Die Rheinzollburg „Valckinowe“ (Falkenau) lag einmal bei Gernsheim.
- Als Reste der Stadtbefestigung sind sechs erhaltene Haupttürme und der Wehrgang zwischen Altem Rathaus und Mainzer Torturm erhalten. Dieser arkadenüberdeckte Wehrgang ist auch heute noch begehbar und kann bei Hochwasser als Notweg benutzt werden. Die sechs Türme sind der Mainzer Torturm (im Kern 13. Jahrhundert, mehrfach verändert zeitweise in Fachwerk und mit Zinnenkranz, heute Hotelrestaurant), der heutige Kirchturm von St. Trinitatis, der Dicke Turm oder Diebsturm (1485–1487, Haube zwölfeckig mit Holzumgang, seit 1806 in Privatbesitz), der Zollschreiberturm im Innenhof des Kurpfälzischen Amtshauses, der Weseler Turm und der Leiterberger Turm (Philippinenburg) inmitten der Weinberge am Nordhang des Blüchertals.
- Das Blücherdenkmal schuf Fritz Schaper 80 Jahre nach dem historischen Ereignis und steht an der Rheinfront. Hier verläuft eine kleine Promenade mit Parkanlagen, Cafés und Restaurants.
- Die Zollstraße (parallel zum Rheinufer verlaufend, durch die Bahnlinie von der Promenade getrennt) ist die zweite Flaniermeile des Ortes mit einigen historischen Gebäuden, Cafés und Restaurants. Im alten Zollhaus (früher „Zum Goldenen Hirsch“), einem Fachwerkbau, wohnte August Neidhardt von Gneisenau 1813/1814. Im ehemaligen Gasthaus Stadt Heidelberg (um 1780, früher Sitz eines Weinguts) nahm Oberstleutnant Freiherr Ernst von Klüx Quartier.
- Die ehemalige Zollschreiberei (Zollstraße 42) wurde 1552 auf der alten Stadtmauer erbaut und diente als kurpfälzisches Amtshaus bis 1803; seither befindet es sich in Privatbesitz. Von 1485 stammt das in die Stadtmauer eingelassene Wappen des Pfalzgrafen bei Rhein. Im Innenhof mit Fachwerkbau, Galerie und Zollschreiberturm sind Hochwassermarkierungen angebracht.
- Die Kurpfälzische Amtskellerei nebenan war schon im 14. Jahrhundert Amtskellerei, Kelterhaus, Fruchthaus und Salzspeicher; das hintere Gebäude im Innenhof mit Treppenturm steht auf den Mauern eines älteren Baues. Das straßenseitige Haupthaus stammt von 1722 und diente als kurpfälzisches Verwaltungsbehörde, später als Forstverwaltung; seit 1969 ist es in Privatbesitz. Über dem Eingang prangt die Apokalyptische Sonnenfrau aus Kapitel 12 der Offenbarung des Johannes mit der Inschrift Mulier amicta sole et luna sup pedibus eius (dt. ‚Eine Frau mit der Sonne bekleidet und dem Mond unter ihren Füßen‘). Seit Sommer 2010 befindet sich in diesem Gebäude die Rheinsteigjugendherberge, eine der modernsten Jugendherbergen in Deutschland.
- Einige Gebäude von historischer Bedeutung, die heute allerdings völlig verändert sind, befinden sich in der Metzgergasse. Nr. 2 ist das angebliche Geburtshaus des Elslein von Kaub. Vom ehemaligen Mainzer Domhof aus der frühesten Zeit der Stadtgeschichte (Nr. 21) ist nichts mehr übrig. Maria Spes von Bielefeld, Freifrau von Witzleben, erwarb den Bau 1734 und schenkte ihn 1755 dem Kloster Allerheiligen in Oberwesel. Dieses Gebäude (Pfarrhaus bis 1802) ist 1876 abgebrannt. An dem Neubau ist aber noch das Wappen des Freiherrn Adam Heinrich von Witzleben, Kommandant auf Burg Gutenfels in den Jahren 1714–1751, und seiner Ehefrau Maria angebracht.
- Das Blüchermuseum ist im ehemaligen Gasthaus Zur Stadt Mannheim in der Metzgergasse 6 (Quartier Blüchers) untergebracht. Der Weinhändler Jacob Meinhard Külp hatte hier seit 1764 eine Konzession (Große Schildgerechtigkeit).
- Gegenüber dem kleinen Marktplatz mit dem achteckigen Brunnentrog, den vier wasserspeiende Maskarone speisen und den ein steinerner Löwe als Sinnbild des Hauses Nassau zum Gedenken an Wilhelm I. krönt, und der Apotheke von 1803 befinden sich nebeneinander die evangelische und die katholische Kirche.
- Der älteste Teil der Pfarrkirche ist der 27 Meter hohe fünfgeschossige Turm, der zur Stadtbefestigung gehörte. Dieser stammt mit dem ursprünglichen Kirchenbau aus dem 12. Jahrhundert. Um 1440 wurde das Langhaus umgebaut. Dieses war seit alters her der Heiligen Dreifaltigkeit (St. Trinitas) geweiht, der Chorraum hingegen stand unter dem Patronat von St. Nikolaus. Ab 1560 fanden in der Kirche nur protestantische Gottesdienste statt. Ab 1687 nutzten Katholiken und Protestanten die Kirche nach dem Pfälzischen Kirchensimultaneum für 20 Jahre gemeinsam. Als 1707 der Chorbogen vermauert wurde, entstand eine Doppelkirche. Von da an feierten die Protestanten ihre Gottesdienste im Langhaus der Kirche St. Trinitatis, die Katholiken im Chorraum. Dieser wurde 1771 abgebrochen, um an dieser Stelle 1772 die katholische Kirche St. Nikolaus als Spätrokoko-Bau zu errichten mit einem Dachreiter für zwei Glocken und einer Nikolaus-Figur über dem Eingang. Wertvollstes Ausstattungsstück war die so genannte Cauber Madonna, eine bedeutende Skulptur rheinischer Spätgotik, die sich seit 1924 im Hessischen Landesmuseum in Kassel befindet; in der katholischen Kirche steht eine originalgetreue Kopie des Künstlers Wieland Graf von 1998.
- Das Alte Rathaus (Marktstraße 4) mit Fachwerkobergeschoss ist ein Wiederaufbau (1655–1663) eines im Dreißigjährigen Krieg abgebrannten Gebäudes.
- Enge Gassen führen in die oberen Bereiche von Hochstraße und Schlossweg.
- Die Burg Gutenfels befindet sich seit 2007 im Privatbesitz.
- Auf der Kauber Platte liegt ein Gestüt mit einer Zucht von Vollblutarabern[26]
- Der Kauber Schiffermast am Rheinufer in Nähe des Pegelturms mit dem Lotsenmuseum in der ehemaligen Lotsenstation.
- Das erste Deutsche Motorrollermuseum befindet sich seit Sommer 2010 in der Gartenstraße.
- Das Museum für Dachschiefer-Bergbau im historischen Gebäude der Metzgergasse 13

### Ansichten von Kaub

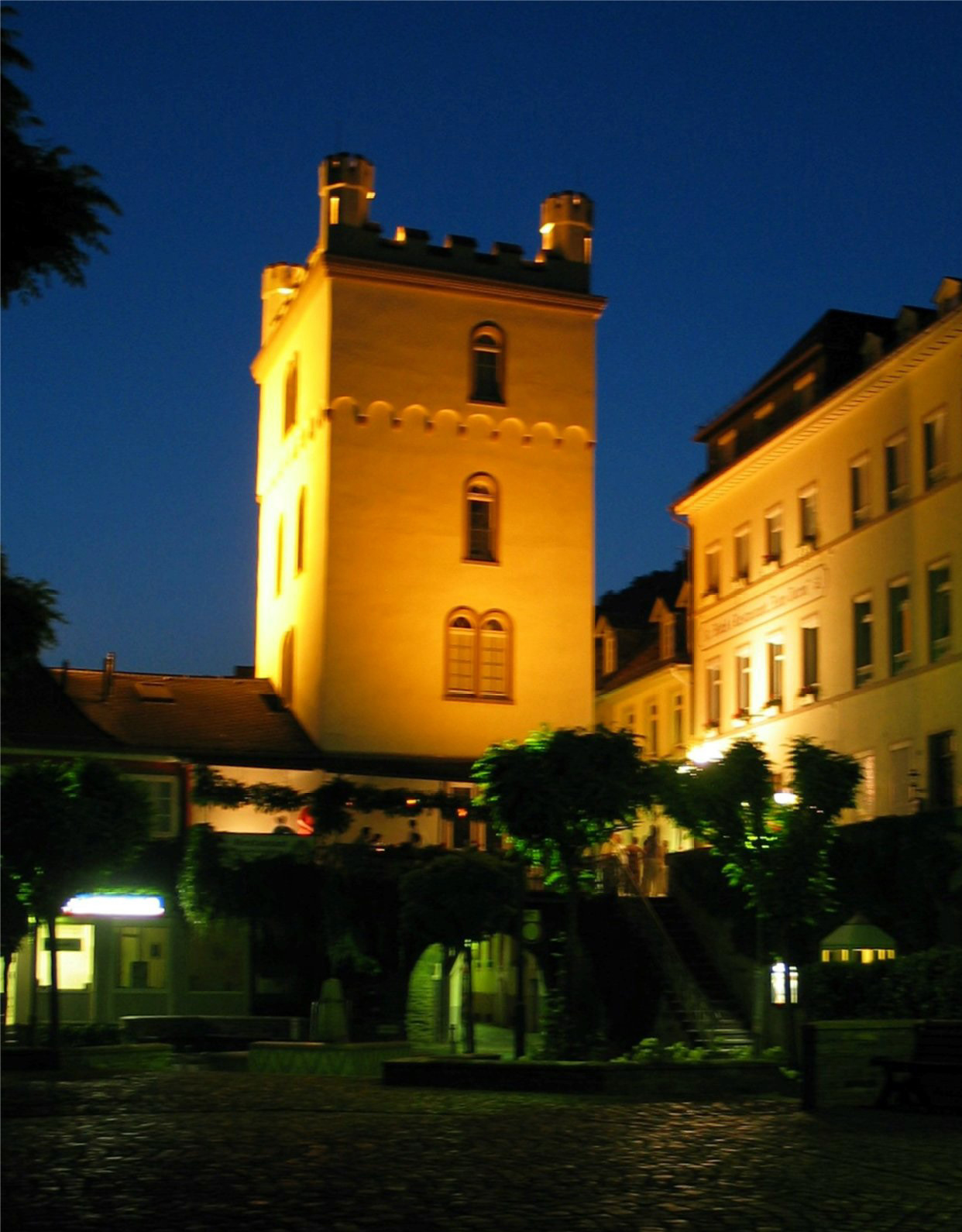
Hotel „Zum Turm“
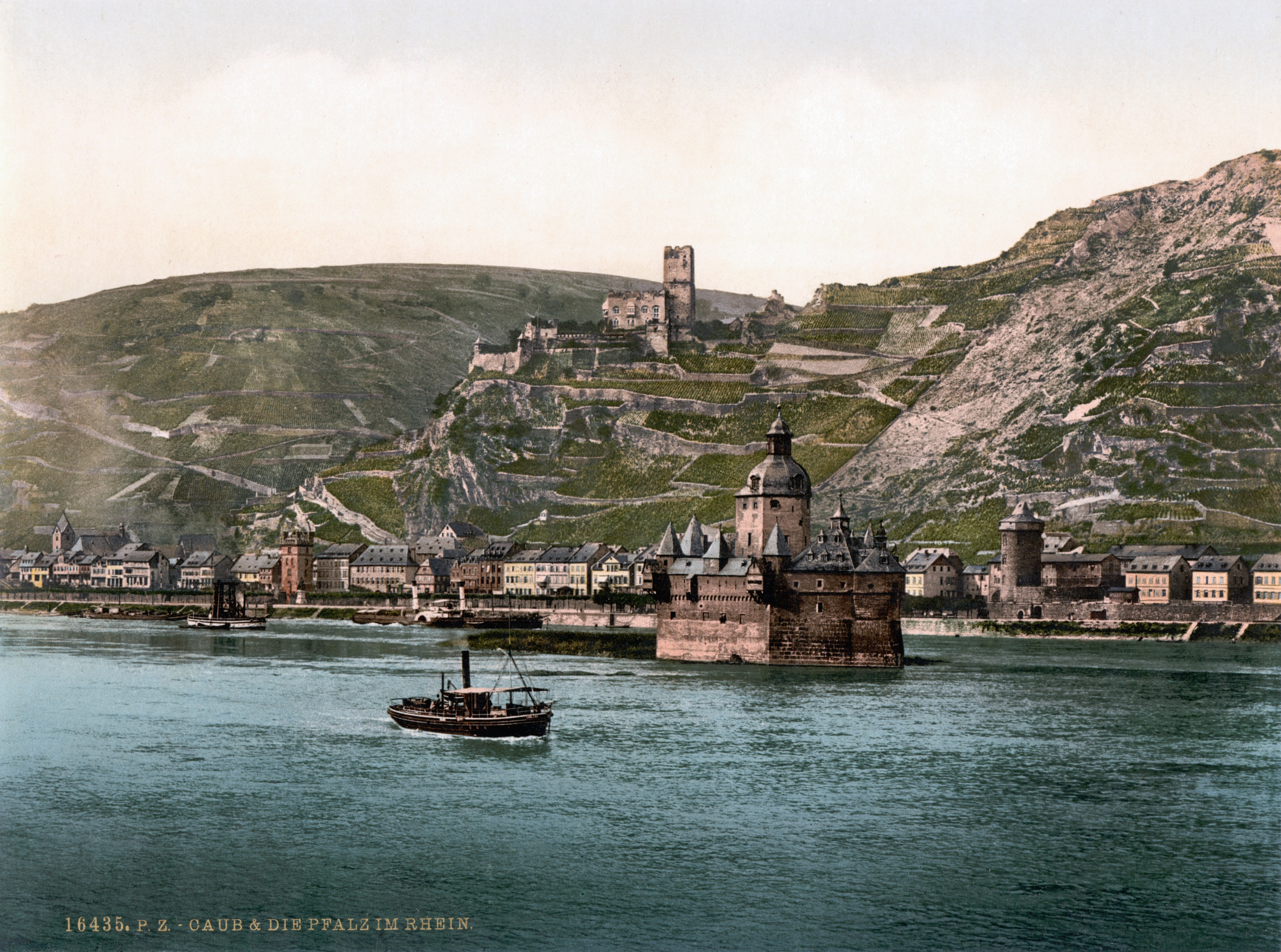
Kaub um 1900
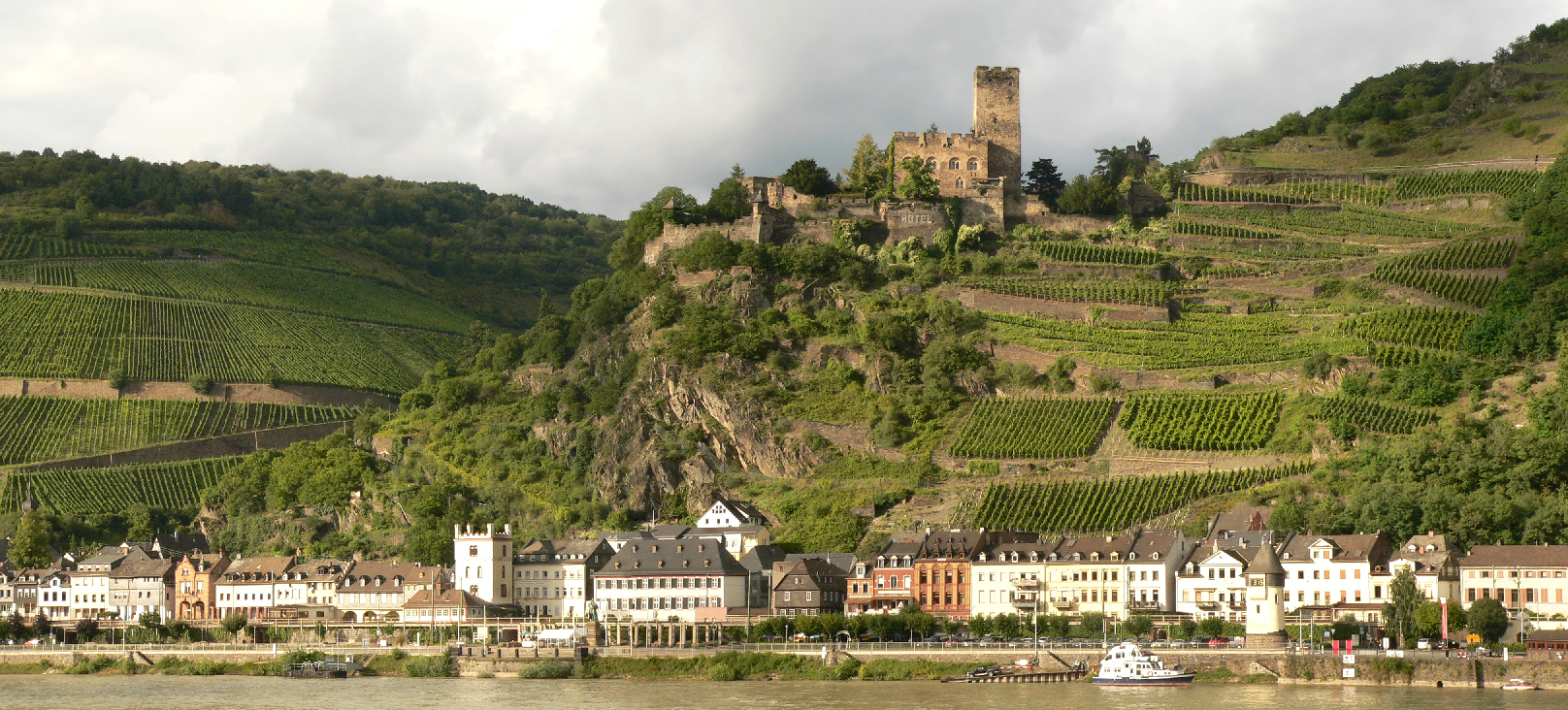
Burg Gutenfels oberhalb von Kaub
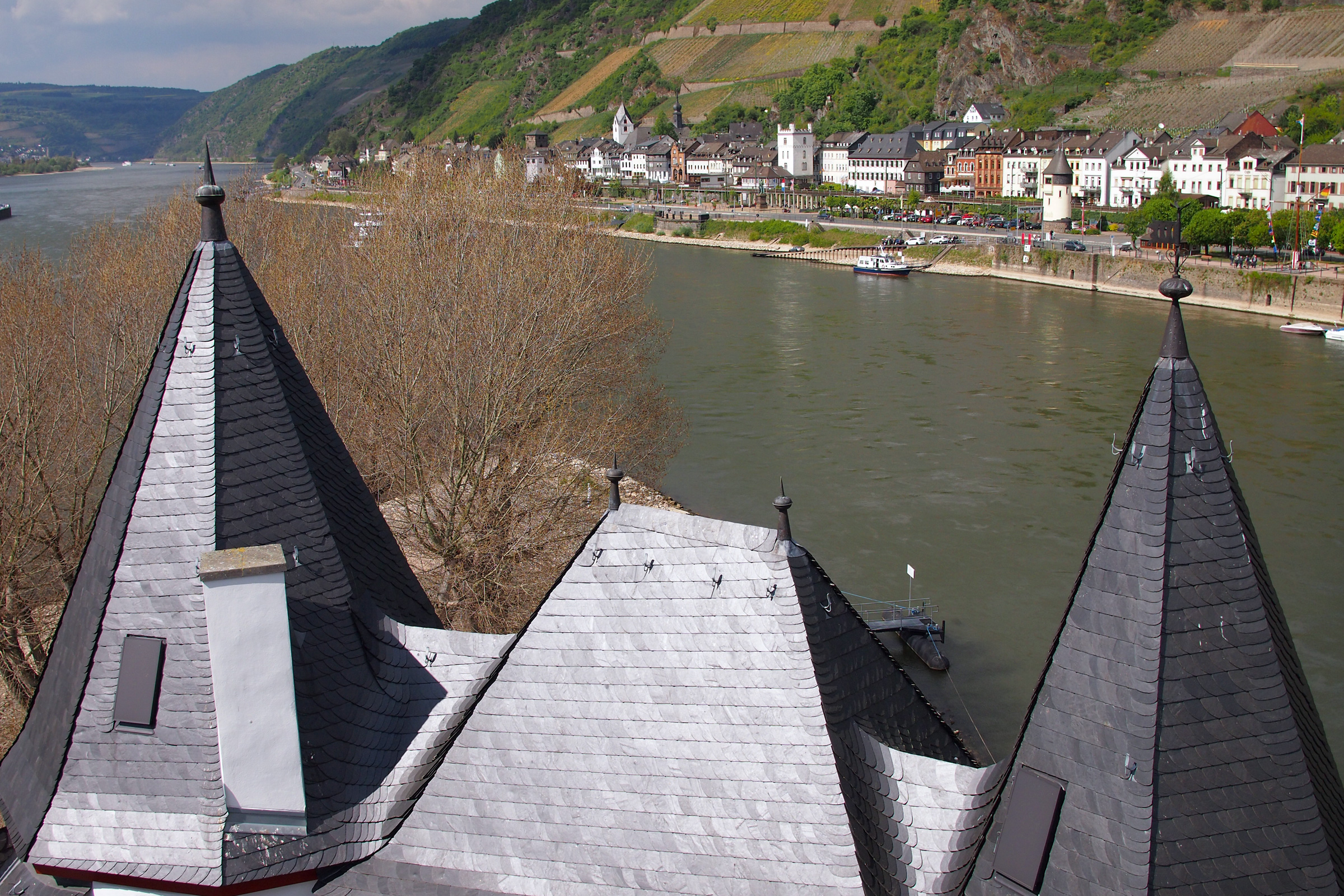
Blick von der Burg Pfalzgrafenstein auf Kaub
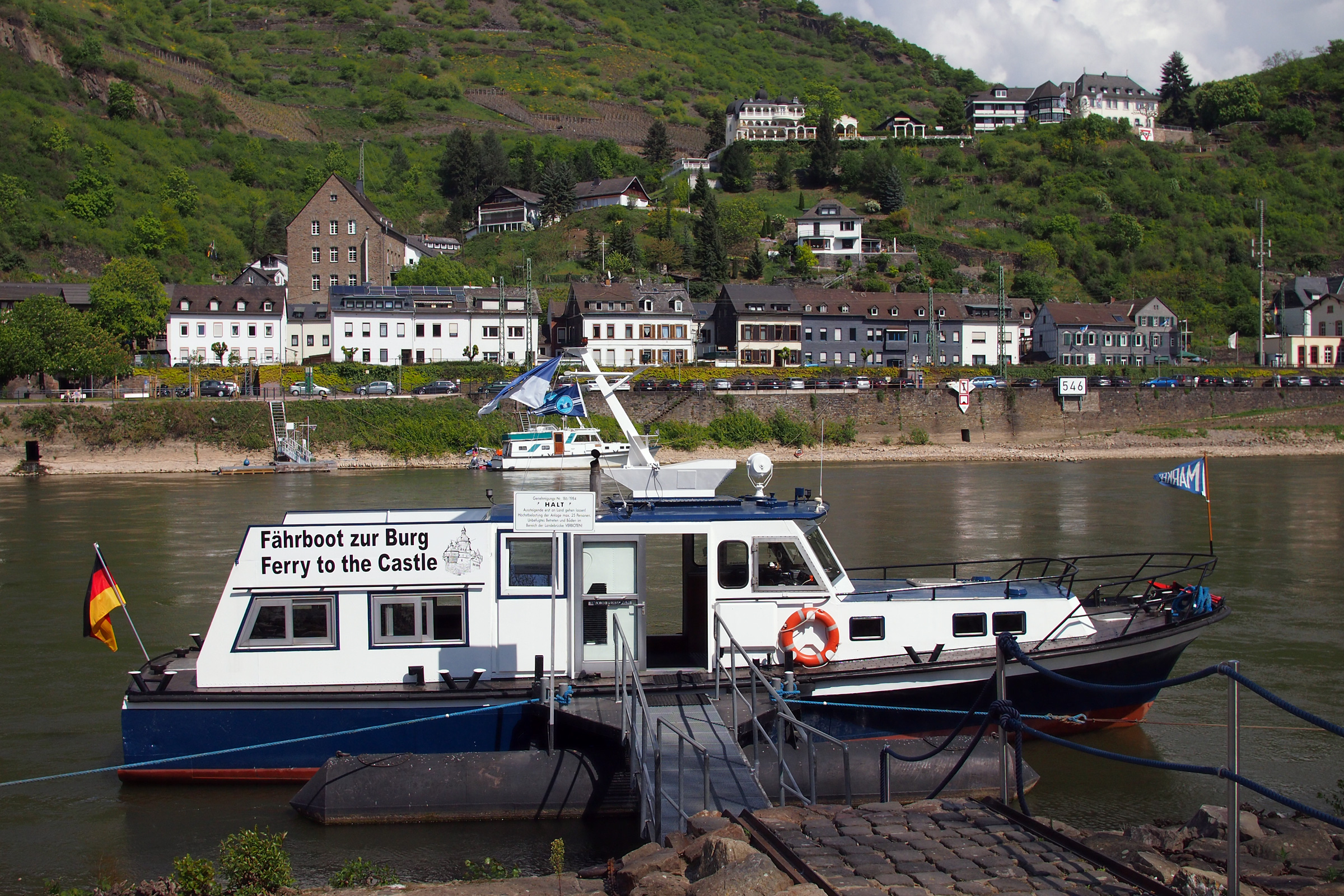
Fähre zur Burg Pfalzgrafenstein, im Hintergrund Kaub
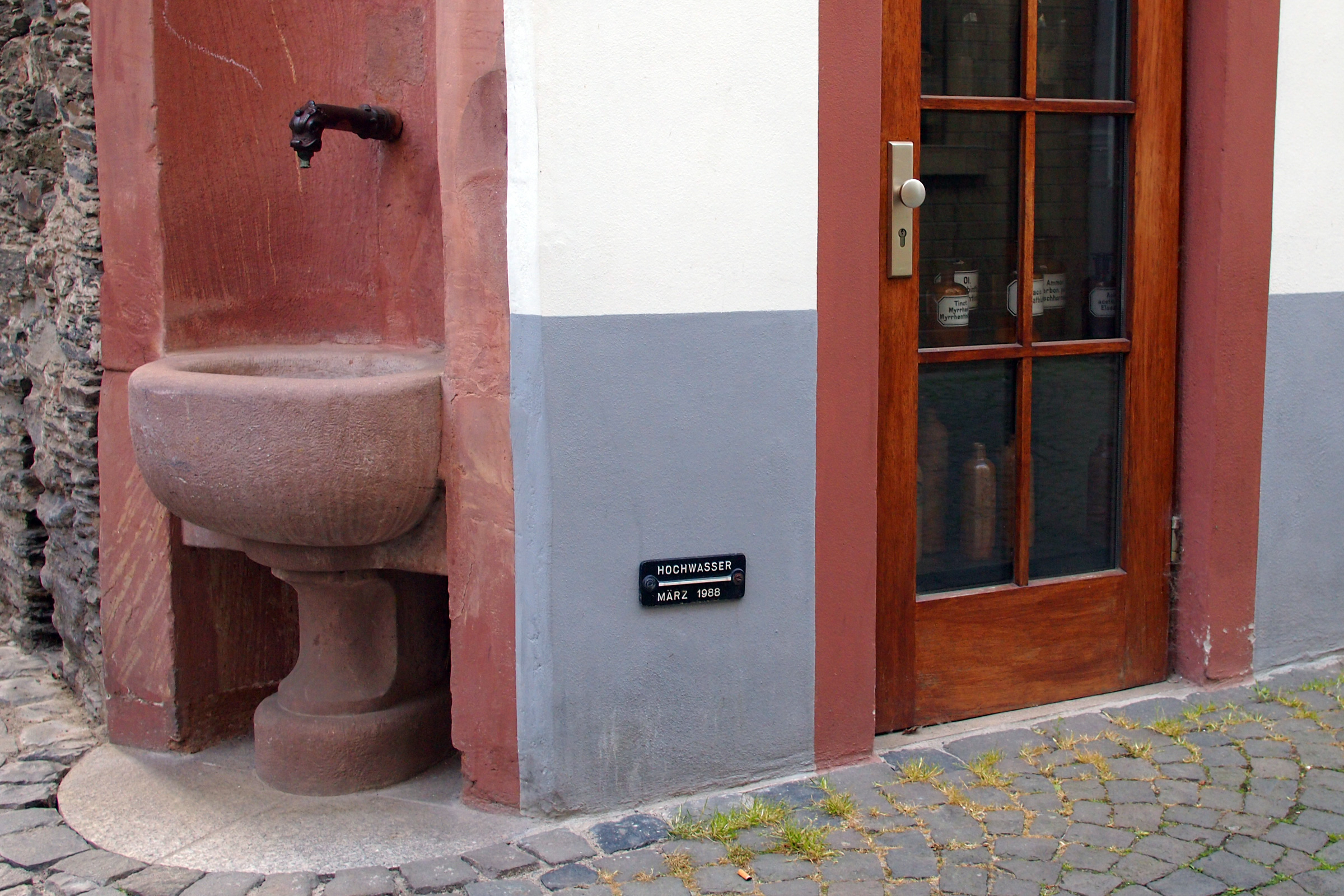
Hochwassermarke vom März 1988 in Kaub

## Wirtschaft und Infrastruktur

### Verkehr

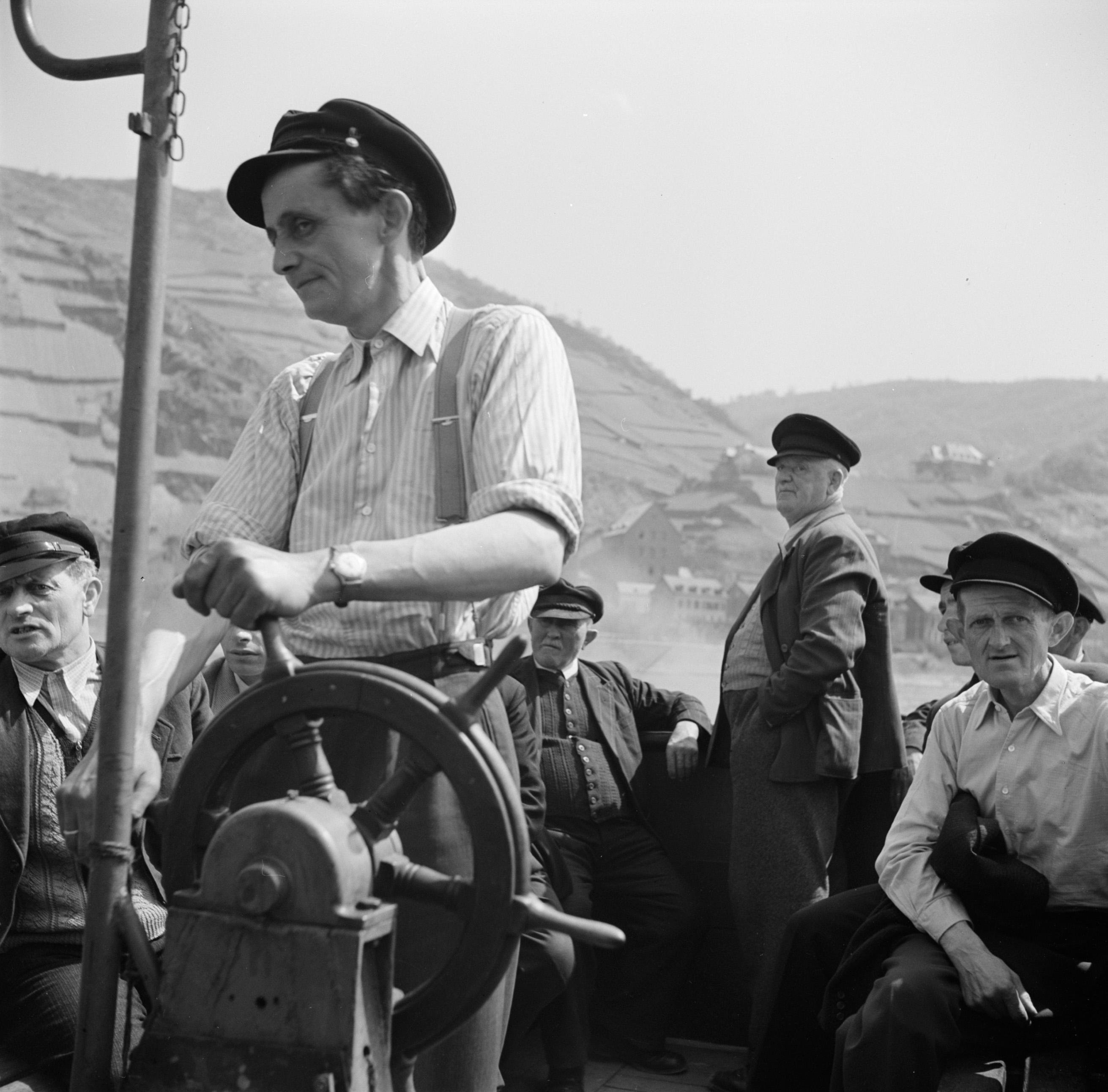
Lotsen in Kaub, 1955

Kaub liegt an der rechtsrheinischen Eisenbahnstrecke, die in der Hauptsache dem Güterverkehr dient. Im Personenverkehr halten in Kaub Regionalzüge. Die Bundesstraße 42 führt zwischen Stadtmauer und Rhein an Kaub vorbei. Wichtige Passagierschiffe, wie zum Beispiel die der Köln-Düsseldorfer Rheinschifffahrtsgesellschaft (KD), fahren Kaub an. Eine Auto-Schnellfähre verbindet Kaub über die Bundesstraße 9 mit Oberwesel und Bacharach am linken Rheinufer. Die Landstraße durch das Blüchertal nach Weisel ist der südliche Ausgangspunkt für Fahrten auf das Loreleyplateau von Bornich und nach Nastätten.

### Pegel Kaub

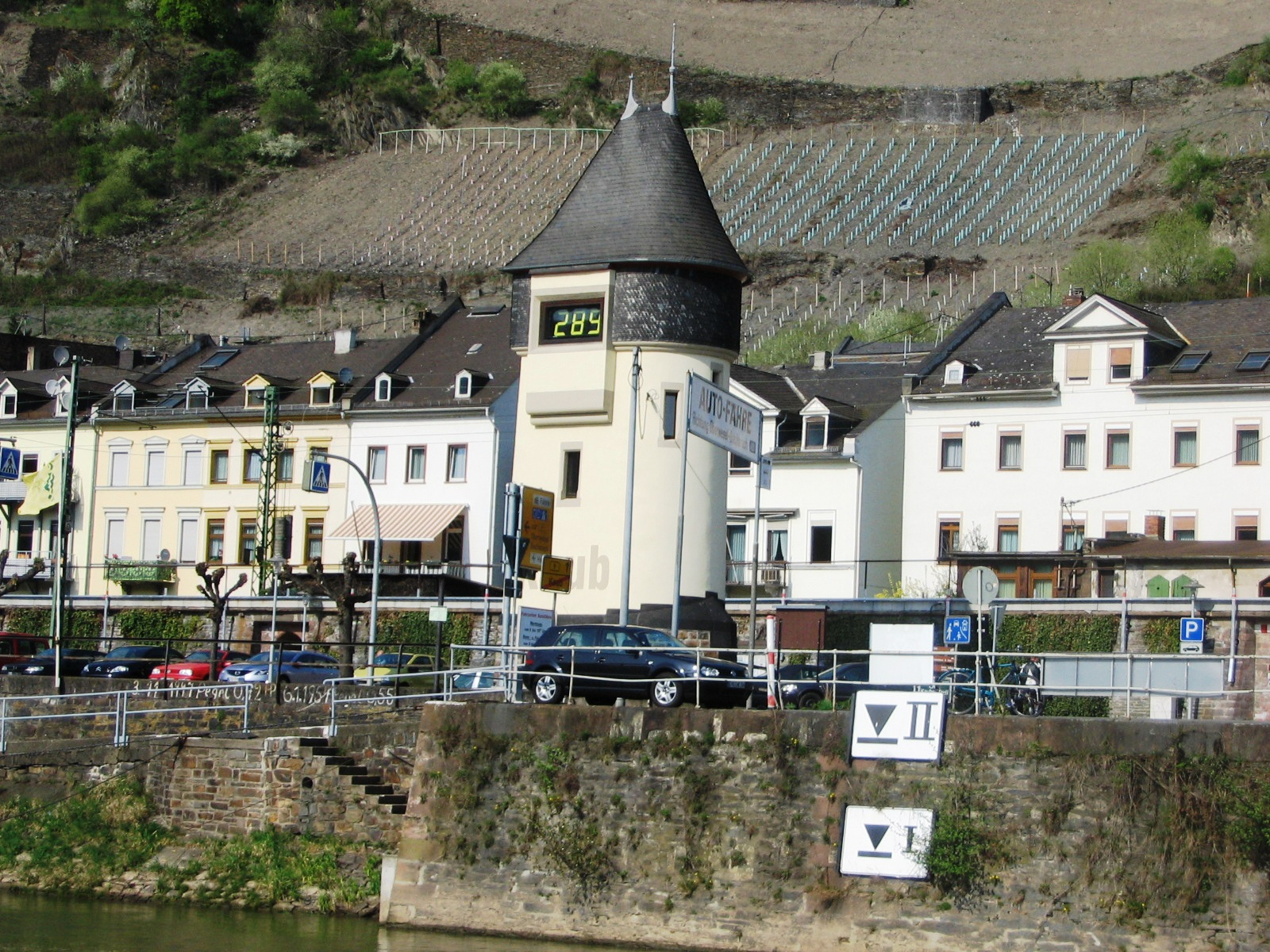
Pegelturm und Hochwassermarken

Für die Rheinschifffahrt nach Bestimmungsorten oberhalb von Koblenz ist der Pegel Kaub als Rechengröße von zentraler Bedeutung. Danach bemisst sich, besonders bei Niedrigwasser, für die Frachtschifffahrt die mögliche Ladetiefe und damit die Tauchtiefe des Schiffes. Man lädt so beispielsweise 80 bis 120 cm auf den Pegel Kaub je nach Risikobereitschaft und Pegeltendenz (steigend oder fallend).
Der Pegelturm und die Hochwassermarken I und II befinden sich in Höhe der Fährrampe. Der Pegelnullpunkt liegt bei 67,66 m ü. NHN, die Marke I bei Pegel 460 (72,26 m ü. NHN) und die Marke II, bei der die Schifffahrt eingestellt wird, bei Pegel 640 (74,06 m ü. NHN), kurz unterhalb der Oberkante der Ufermauer.

### Tourismus und Wanderwege
Kaub profitiert von moderatem Tourismus mit wenigen Hotels, Gasthöfen, Pensionen und Ferienappartements abseits vom Strom der internationalen Gäste am Rhein, die sich auf den Rheingau und die Loreley konzentrieren und in der Regel mit dem Schiff an Kaub vorbeifahren. Auch viele Autotouristen an der Bundesstraße 42 frequentieren Kaub nur als Durchgangsort.
Dominierende touristische Themen sind Blücher und das Elslein. Nach Blücher waren früher einige Cafés und Restaurants benannt. Ein zeitgenössisches Elslein wird alljährlich gekürt als Pendant einer andernorts üblichen Weinkönigin.
- Der Rheinsteig ist ein Wanderweg von Schloss Biebrich in Wiesbaden nach Bonn über die Loreley, die Feindlichen Brüder (Liebenstein und Sterrenberg) und Burg Lahneck.
- Der Hessenweg 7 hat seinen Startpunkt in Kaub. Er führt über 204 Kilometer nach Erbach im Odenwald.

### Weinbau
Der Weinbau in Kaub wird innerhalb des Anbaugebiets Mittelrhein im Bereich Loreley unter der Großlage Herrenberg subsumiert. Die Einzellagen sind in flussabwärtser Reihenfolge der Kauber Pfalzgrafenstein, der Kauber Burg Gutenfels, das Kauber Blüchertal, die Kauber Rauschelay, das Kauber Kupferflöß, der Kauber Backofen, der Kauber Wolfsnack und der Kauber Roßstein. Die steilsten Rebhänge rund um die Burg Gutenfels werden nach umfangreicher Flurbereinigung seit 2008 neu bewirtschaftet. Die Weinbergslage Burg Gutenfels lag über Jahre brach und verwilderte zusehends, was dem Landschaftsbild sehr abträglich war. Weitere Rebflächen liegen nördlich des Ortes, die von Familienweingütern mit etwa 60 % Riesling, 30 % Spätburgunder und 10 % anderen Rebsorten bewirtschaftet werden. Dabei werden Prädikatsstufen bis zur Beerenauslese insbesondere aus der Sorte Riesling erzielt. Neben der Weinproduktion erzeugen die ortsansässigen Betriebe auch Weinbrand und Tresterbrand.

## Persönlichkeiten

### Söhne und Töchter der Stadt Kaub
- Johann Wonnecke von Cube (um 1430–1504), Kräuterbuch Hortus Sanitatis, Stadtarzt in Frankfurt a. M.
- Dietrich von Cube (1435–1474), Deutscher Orden, päpstlicher Legat, Bischof von Samland
- Joh. Hochgesang von Geyse (Hans Schmydt von Cube) (um 1405/10–1474), Büchsenmacher, Uhrglöckner und Erfinder
- Franz Xaver von Harrach (1732–1781), k.k. Feldmarschall-Lieutenant
- Jacob Müller (1779–1856), Lehrer und Chronist
- Wilhelm Cornelius Fuchs (1826–nach 1879), Bürgermeister und Mitglied der Zweiten Kammer der Landstände des Herzogtums Nassau
- Heinrich Kessler (1834–1915), Lokomotivführer, Erfinder und Fabrikant
- Leonhard von Bonhorst (1840–1915), Politiker und erster Parteisekretär der SDAP
- Karl Joseph Wilhelm Juchheim (1886–1945), Konditor und Firmengründer in Japan
- Karl Kaufmann (1893–1975), Vizeadmiral (Ing.)
- Georg Hinterwälder (1904–1944), Kreisleiter der NSDAP, Bürgermeister zu Montabaur, Landrat des Kreises Gelnhausen
- Patrik Kimpel (* 1967), Koch

### Personen, die vor Ort gewirkt haben

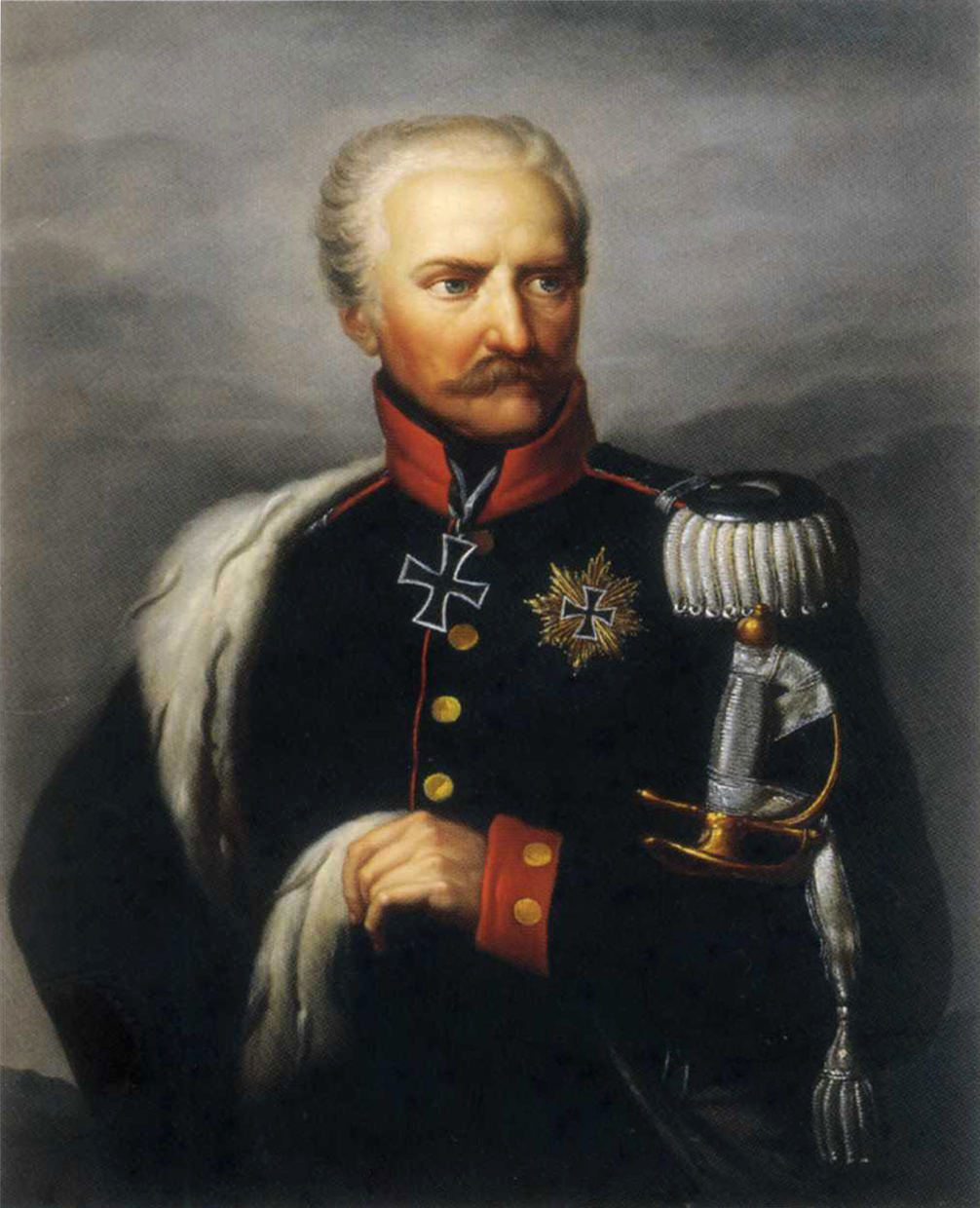
Gebhard Leberecht von Blücher (nach Gebauer)

- Adam Heinrich von Witzleben (1673–1751), Erbauer des Mainzer Domhofs in Kaub
- Gebhard Leberecht von Blücher (1742–1819), Generalfeldmarschall, 1813/1814 Rheinübergang bei Kaub mit seiner Armee
- Ludwig Yorck von Wartenburg (1759–1830), Generalfeldmarschall, 1814 Rheinübergang bei Kaub als General der Infanterie
- Franz Friedrich Karl Ernst von Klüx (1776–1858), damals Oberstleutnant und Stadtkommandant, Vorbereiter von Blüchers Rheinübergang
- Erich Nikutowski (1872–1921), Landschaftsmaler der Düsseldorfer Schule, „Onkel Maler“ im Mainzer Turm
- Karl Hahn (1867–1953), Lehrer und Schriftsteller
- Albert Scheinpflug (1888–1971), Zahnarzt und Heimatforscher

### Dokumente
- J. F. Dielmann, A. Fay, J. Becker (Zeichner): F. C. Vogels Panorama des Rheins, Bilder des rechten und linken Rheinufers. Lithographische Anstalt F. C. Vogel, Frankfurt 1833, urn:nbn:de:0128-1-463. Darin:
  - Bild von Pfalzgrafenstein
  - Bild 1 von Kaub
  - Bild 2 von Kaub